# Vrijthof (Maastricht)
Het Vrijthof (Maastrichts: de Vriethof) is een plein in de binnenstad van Maastricht. Het is het grootste plein in het centrum van de Limburgse hoofdstad. Het plein is vooral bekend vanwege de vele monumenten – waaronder een voor Nederland unieke, nog bestaande 'kerkentweeling', diverse culturele voorzieningen, een reeks jaarlijks terugkerende evenementen en de vele caféterrassen. De geschiedenis van het Vrijthof is door het onafgebroken gebruik sinds de Romeinse tijd uniek in Nederland.

## Geschiedenis
De naam van het Maastrichtse plein is ontstaan zoals bij andere vrijthoven in de Nederlanden: afgeleid van het Middelnederlandse 'vrit-hof' of vrijplaats, is het een aanduiding voor een omheinde hof bij een kerk, waar wereldlijke machthebbers geen jurisdictie bezaten. Het is etymologisch verwant aan het Middelengelse friþgeard (met dezelfde betekenis) en het Duitse Friedhof, dat door metonymie een andere betekenis heeft gekregen: begraafplaats.
Archeologische opgravingen hebben aangetoond dat delen van het Vrijthof al vanaf de laat-Romeinse tijd, en vooral in de vroege middeleeuwen, in gebruik waren als begraafplaats. Voorafgaand aan de aanleg van een ondergrondse parkeergarage vonden in de winter van 1969-70 onder zeer moeilijke omstandigheden opgravingen plaats door de Rijksdienst voor het Oudheidkundig Bodemonderzoek, waarbij honderden Merovingische graven met talloze bijgaven werden aangetroffen. De resultaten daarvan zijn pas in 2017 gepubliceerd in het omvangrijke Vrijthofboek van Frans Theuws en Mirjam Kars. Met name het noordoostelijke 'grafveld 4' uit de 6e en 7e eeuw bleek intensief gebruikt; circa 335 graven konden worden gedocumenteerd, terwijl het totale aantal graven in dit deel op 900 tot 1200 wordt geschat. De aanleg in 2003 van een nieuwe toegang tot de Vrijthofgarage aan de noordzijde van het plein bracht de restanten van zeker dertien lagen van de Romeinse heerweg (de Via Belgica) aan het licht, waarvan zeven uit de Romeinse periode. Aan de zuidzijde van de weg lagen vanaf het midden van de 2e eeuw, toen de weg zijn maximale breedte had bereikt, enkele huizen van hout, vlechtwerk en leem. Oostelijk van deze huizen werd een kelder van Limburgse mergel aangetroffen. Na 200 hield de bewoning op; pas in de vroege middeleeuwen zijn weer bewoningssporen aan te wijzen. Ovenkuilen en latrines uit de 7e en 8e eeuw zijn mogelijk gerelateerd aan een tijdelijke nederzetting die verband hield met de bouw van de laat-Merovingische of Karolingische basilica. In de 10e eeuw verrees aan de noordzijde van de weg, ter plekke van het Generaalshuis, een groot stenen gebouw, mogelijk de palts van Karel van Neder-Lotharingen. Aan de oostzijde van het plein lag een Maasarm, die rond 900 werd uitgegraven als gracht en omstreeks 1100 weer werd gedicht. Verder was het Vrijthof een lege, laaggelegen vlakte, echter geen moeras. De randbebouwing zoals wij die tegenwoordig kennen dateert pas uit de late middeleeuwen.
De oudste schriftelijke vermelding van het Vrijthof dateert uit 1223, toen keizer Frederik II het gebied schonk aan het kapittel van Sint-Servaas. Niet het hele plein was eigendom van het kapittel. Tot de immuniteit of claustrale singel van het rijksvrije kapittel behoorde de west- en zuidzijde van het plein, met onder andere de kapittelkerk van Sint-Servaas met kloostergang (1 en 2 op de plattegrond hiernaast), de parochiekerk van Sint-Jan (3), diverse kanunnikenhuizen (5), waaronder het Spaans Gouvernement (6), het gasthuis van Sint-Servaas, in 1117 voor het eerst genoemd, en dat van Sint-Jacob (7 en 8). De beide gasthuizen zorgden voor de opvang van de vele pelgrims, waaronder ook zieken, die naar het graf van Sint-Servaas kwamen. Het kapittel brouwde zijn eigen bier in het Panhuis (10), dat op de noordwesthoek van het plein lag, op de plek waar nu de Groote Sociëteit staat. De huidige Sint-Janskerk ontstond in de 12e of 13e eeuw, toen het kapittel behoefte kreeg aan een aparte parochiekerk, naast de bestaande kapittel- en pelgrimskerk. Zo ontstond de 'kerkentweeling' op het Vrijthof.
Gedurende de middeleeuwen was het plein ommuurd, met ijzeren toegangshekken nabij de vier hoeken. Later vervingen stenen paaltjes met een afbeelding van de sleutel van Sint-Servaas de hekken. Tijdens de zevenjaarlijkse Heiligdomsvaart had het plein een belangrijke functie bij de reliekentoning. Het volk verzamelde zich nabij het oostkoor van de Sint-Servaaskerk en mocht een blik werpen op de relieken van Sint-Servaas en andere heiligen, die vanaf de dwerggalerij van de kerk werden getoond. Daarbij deden zich regelmatig emotionele taferelen voor. Ten noorden van het koor van de kerk lagen tot aan de Franse tijd de gotische Koningskapel en het 'ellendigenkerkhof'. In het midden van het plein bevond zich de Sint-Servaasfontein waarvan het water afkomstig was van de Sint-Servaasbron in het Jekerdal. Daarvandaan werd het via een waterleidingsysteem naar het Vrijthof getransporteerd ten behoeve van de dorstige pelgrims, die het als 'geneeskrachtig' beschouwden.
De rest van het Vrijthof, de noord- en oostkant, inclusief het grootste deel van het plein zelf, behoorde niet tot de immuniteit van het Servaaskapittel, maar tot de tweeherige stad Maastricht. In 1292 liet de prins-bisschop van Luik op de noordoosthoek van het plein een perroen oprichten, als teken van de Luikse vrijheid. Waarschijnlijk stond op de noordwesthoek, bij de Brabantse munt, later het Statenhuis, een vergelijkbaar teken dat de Brabantse jurisdictie symboliseerde. Ertussen, op de plek van het Theater aan het Vrijthof, lag vanaf de middeleeuwen tot eind 18e eeuw het Wittevrouwenklooster (13). Waarschijnlijk stond eerder op deze plek een palts uit de 9e of 10e eeuw, waarvan in 1988 de restanten zijn opgegraven.
Bij heel bijzondere, zeldzame rechtszaken waarbij de Luikse en de Brabantse schepenbanken tegelijk betrokken waren, namelijk bij zaken die de wereldlijke of geestelijke majesteitsschennis betroffen, zoals opstand en verraad, ketterij- en enkele toverijprocessen, fungeerde het Vrijthof in het ancien régime als executieplaats. Na de bouw van het stadhuis op Markt (1664) werd dat in de tweede helft van de zeventiende eeuw het marktplein voor het stadhuis. In 1408 werd, na de overwinning van prins-bisschop Jan van Beieren op de opstandige Luikenaren, de burgemeester van Luik op het plein onthoofd en gevierendeeld. In 1485 werd Willem van der Marck, het "zwijn van de Ardennen" op een schavot op het Vrijthof onthoofd. In februari 1535 werden zeventien anabaptisten als ketters veroordeeld. Vijftien werden op het Vrijthof onthoofd, een molenaar uit Dieteren verbrand, zijn Maastrichtse echtgenote verdronken.
In 1591 werd het plein beplant met diagonale rijen bomen. Vanaf eind 17e eeuw werd de muur om het Vrijthof vervangen door een hekwerk. Mogelijk werd vanaf dat moment het plein gebruikt als exercitieplaats voor het garnizoen en voor militaire parades. Daartoe werd in 1736 de Hoofdwacht gebouwd. In 1737 werd het plein beplant met drie rijen lindebomen. In de Franse tijd werd het Vrijthof omgedoopt tot Place d'Armes. Op 30 november 1794 werd er de vrijheidsboom geplant, die daarna diverse malen vervangen moest worden. Op 16 februari 1796 werd de perroen op last van de Franse overheid afgebroken. Omstreeks die tijd of kort daarna werden het Sint-Servaasgasthuis, de Sint-Jacobskapel, de Maternuskapel, de Koningskapel en grote delen van het Wittevrouwenklooster gesloopt. In 1856 werd midden op het plein een eerste muziekkiosk geplaatst.

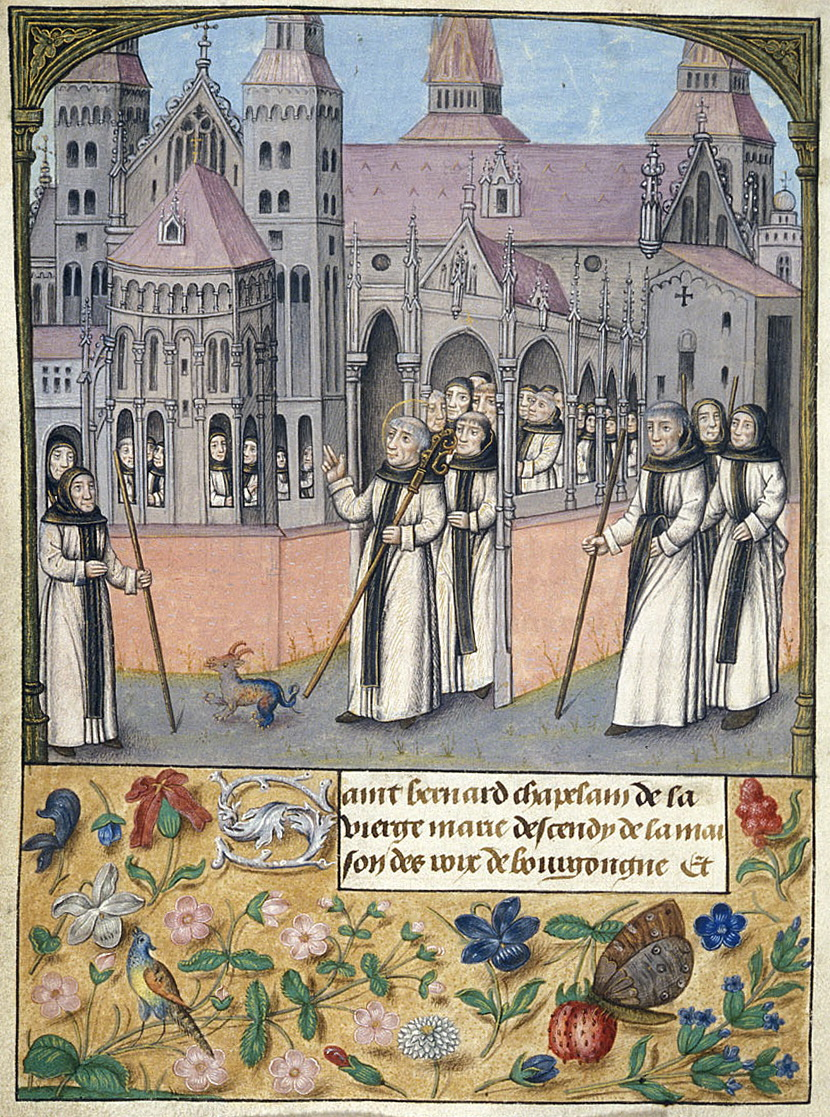
15e-eeuwse miniatuur
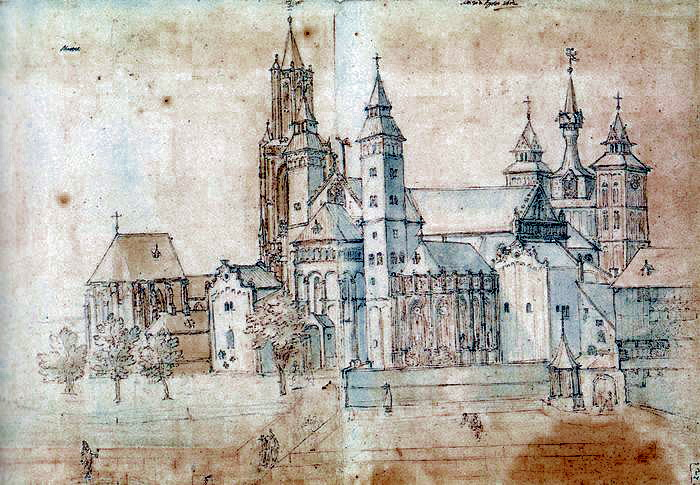
Westzijde, 1612
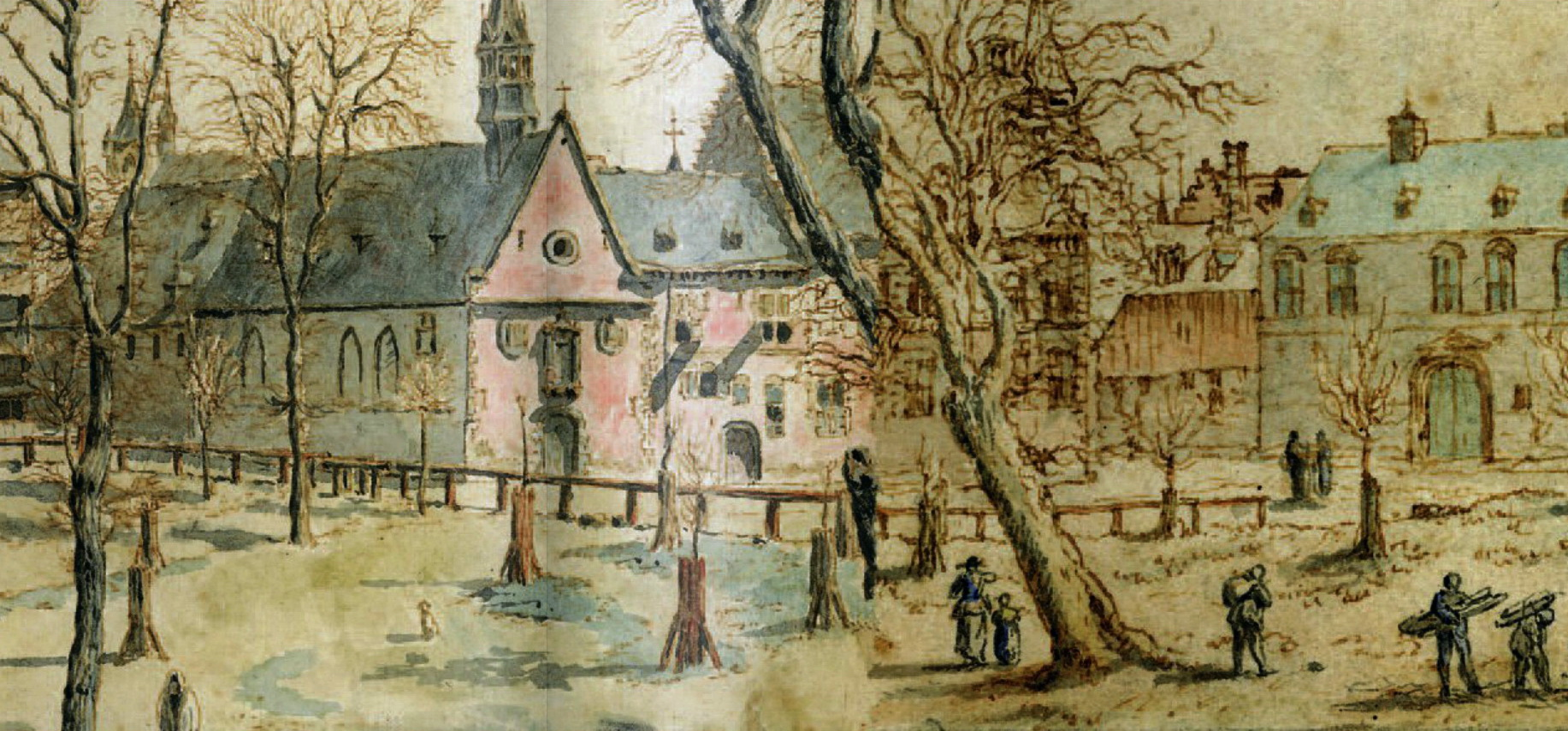
Zuidoosthoek, 1671
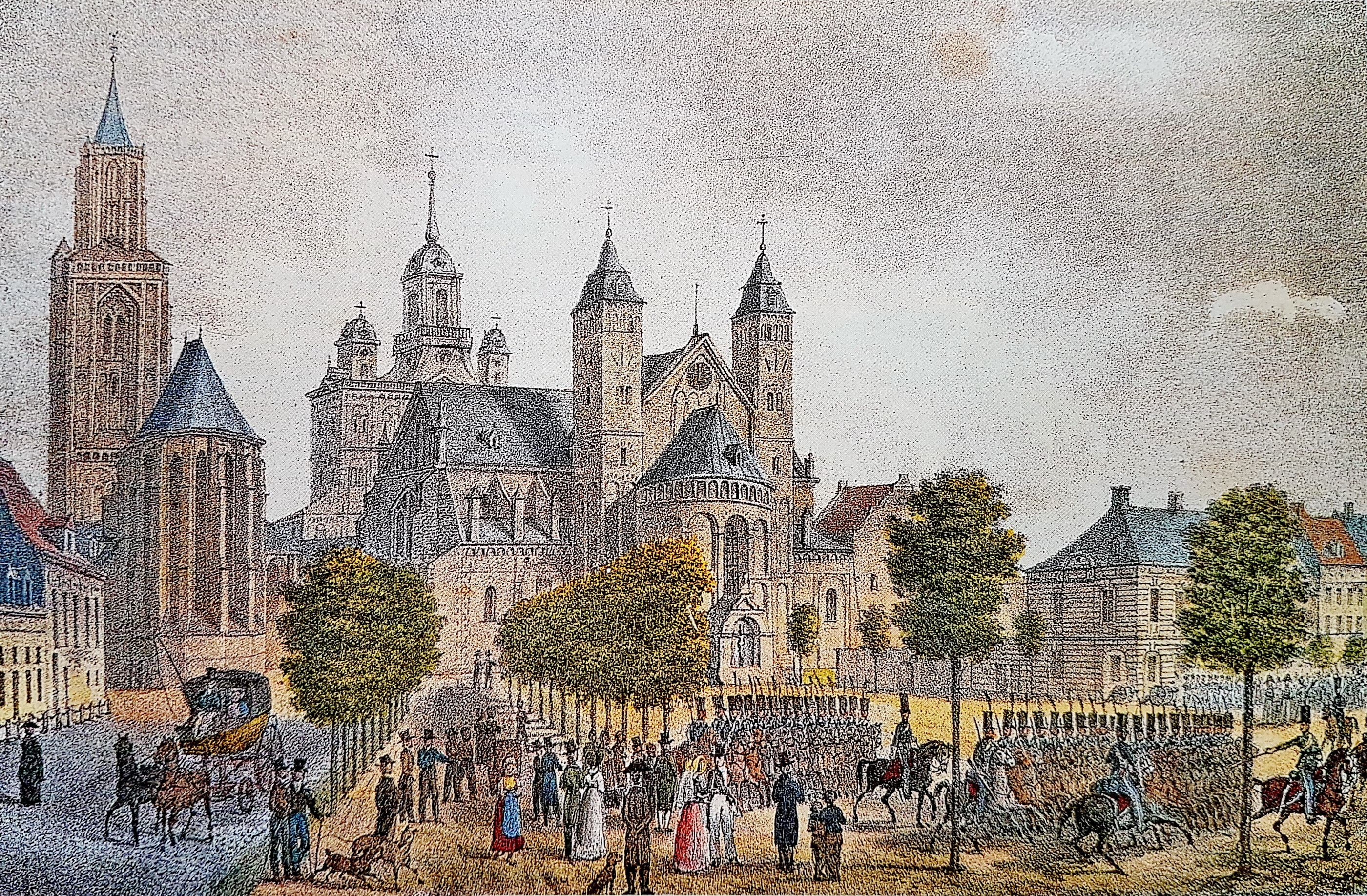
Exercitieplaats, 1825

In de loop der eeuwen moet het plein vanwege de drassige ondergrond talloze malen zijn opgehoogd. In 2003 zijn bij de aanleg van de noordoostelijke inrit van de Vrijthofgarage resten van ten minste vijf Romeinse wegen opgegraven, terwijl ten minste dertien lagen 'weg' zijn ontdekt tussen het jaar nul en 1750. Thans ligt het Vrijthof circa 5 meter hoger dan in de Romeinse tijd.  In de 20e eeuw werd het plein veelvuldig gebruikt voor religieuze manifestaties. Zo vonden er tijdens de zevenjaarlijkse heiligdomsvaarten massale openluchtmissen en -spelen plaats. In juni 1942 vond op het plein een nationaalsocialistische demonstratie plaats, waarvoor het plantsoen met de muziekkiosk moesten wijken. Op 7 juli 1955 werd een nieuwe perroen onthuld. De Vrijthofopgraving van 1969-70 leverde een overweldigende hoeveelheid archeologische gegevens op, die pas bijna een halve eeuw later gepubliceerd werden. Na het gereedkomen van de ondergrondse parkeergarage in 1972 werd het plein omringd door een dubbele rij platanen. In 1980 werd een nieuwe kiosk geplaatst, een geschenk van de Rabobank. In 2003 werd de garage herbouwd, waarbij opnieuw opgravingen plaats hadden.

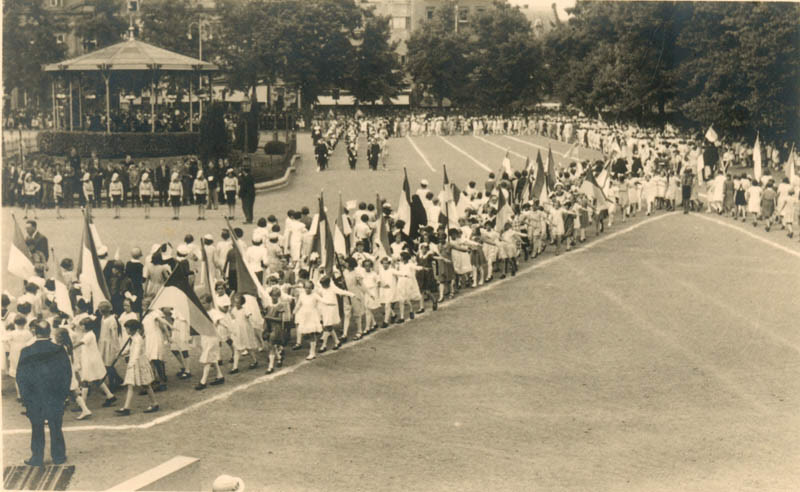
Kinderbloemenhulde tijdens Heiligdomsvaart, 1937
- NSB-demonstratie, propagandafilm, 1942
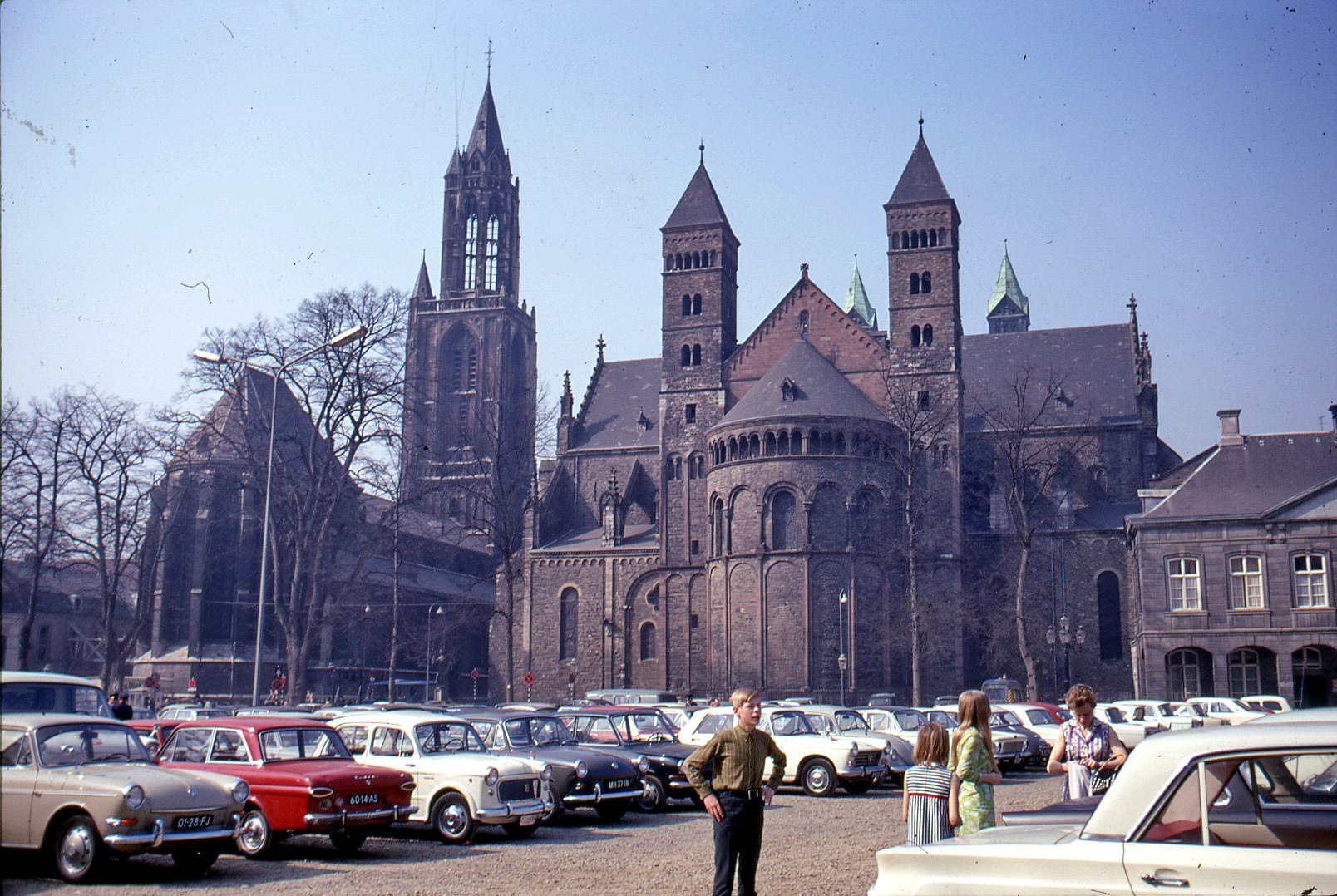
Het Vrijthof als parkeerplein, 1967
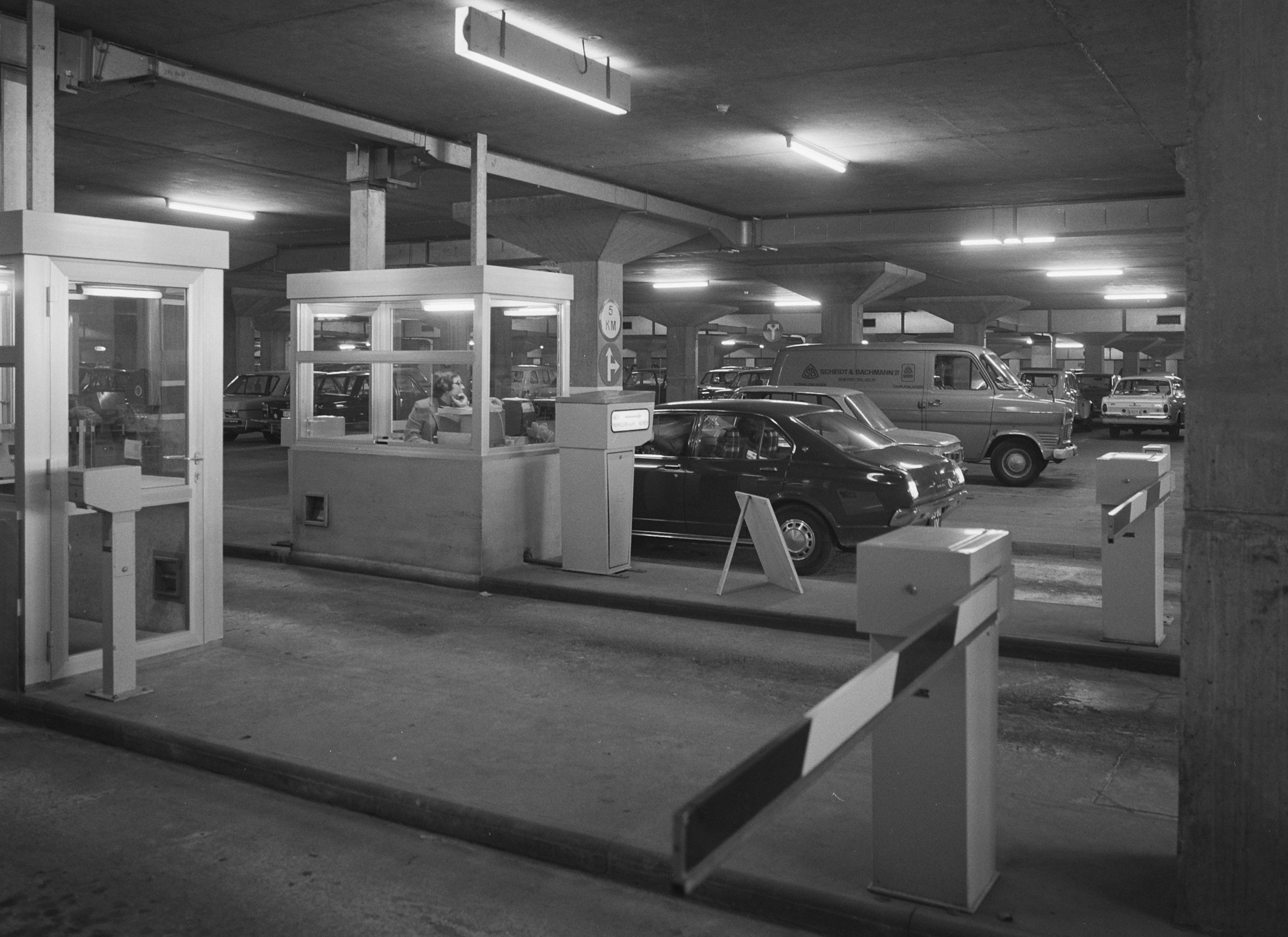
Parkeergarage, 1973

## Architectuur en bezienswaardigheden

### Monumentale panden

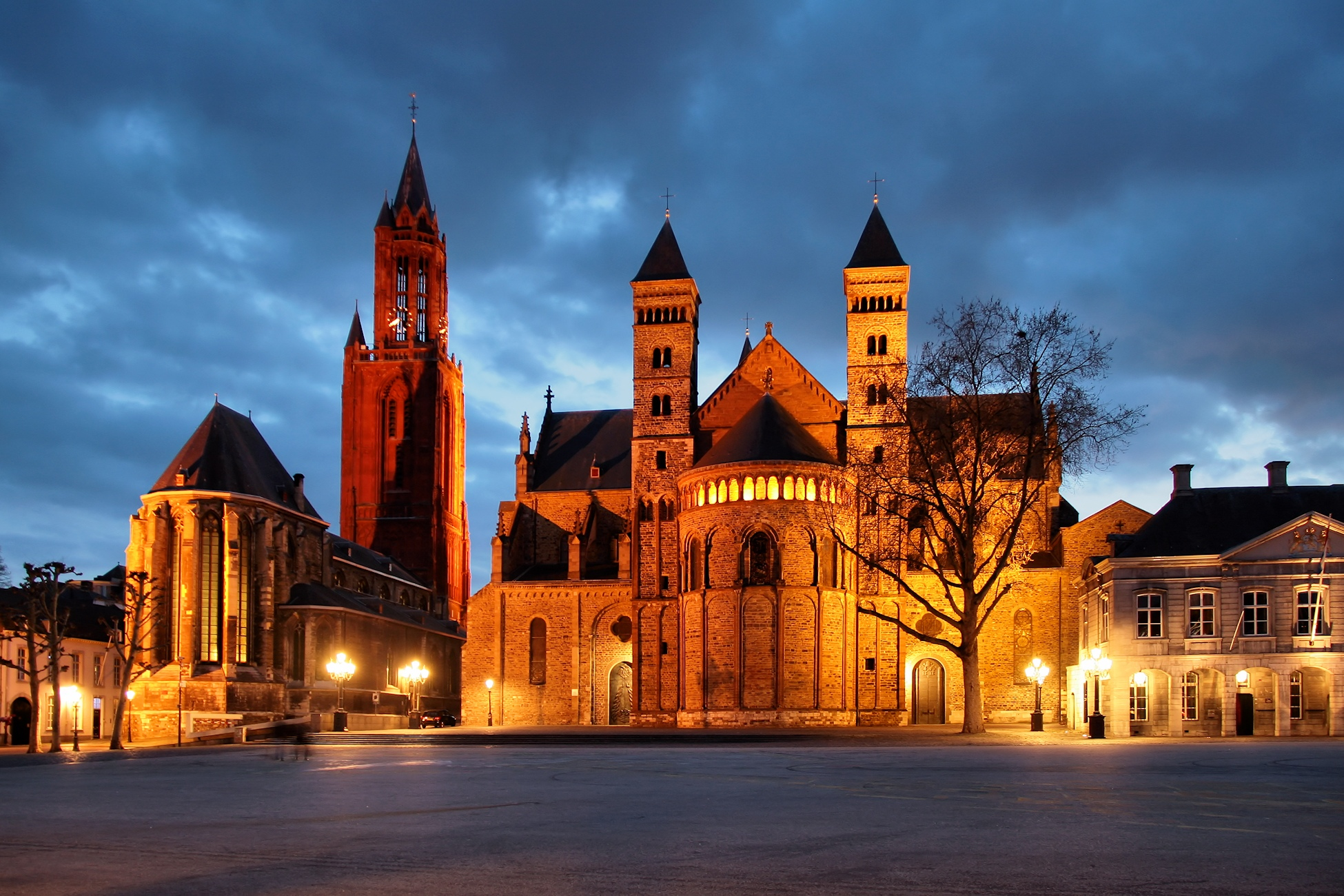
De 'Kerkentweeling' in floodlight

Aan het Vrijthof liggen 38 rijksmonumenten, waarmee het plein in de top 10 staat van monumentrijkste straten en pleinen van Maastricht. Het plein wordt gedomineerd door de torens van de nog bestaande Maastrichtse 'kerkentweeling' Sint-Servaas en Sint-Jan. De Sint-Servaasbasiliek, met zijn imposante oostkoor met dwerggalerij en flankerende torens, is ouder en groter dan de Sint-Janskerk. De grotendeels in romaanse stijl gebouwde Sint-Servaas is samen met de naastgelegen gotische kloostergangen en de schatkamer tegen betaling te bezichtigen. De Sint-Jan is gebouwd in de stijl van de Maasgotiek en heeft de hoogste toren van Maastricht, die men in de zomer kan beklimmen. Het straatje dat de protestantse kerk scheidt van de katholieke, heet Het Vagevuur.
Vóór de Sint-Servaas ligt de militaire Hoofdwacht uit 1736 (in 1774 sterk verbouwd). Aan de zuidkant van het plein bevinden zich enkele kanunnikenhuizen, waaronder het Spaans Gouvernement, waarschijnlijk het oudste, nog bestaande woonhuis van Maastricht. Aan de noordkant ligt het Generaalshuis uit 1805, een neoclassicistisch stadspaleis gebouwd in opdracht van een rijke koopman in de Franse tijd. Op de hoek met de Statenstraat bevindt zich het voormalig Hoofdpostkantoor, een ontwerp van Marinus Jan Granpré Molière uit 1914. Op de hoek met de Helmstraat ligt het voormalige café-restaurant Dominicain uit 1928, ontworpen door A.J.Th. Kok van het Rotterdamse bureau Granpré Molière, Verhagen en Kok. Ernaast ligt Hotel Du Casque van de Amsterdamse architect Jan Boterenbrood uit 1931 met vooral in het interieur elementen van de art deco.

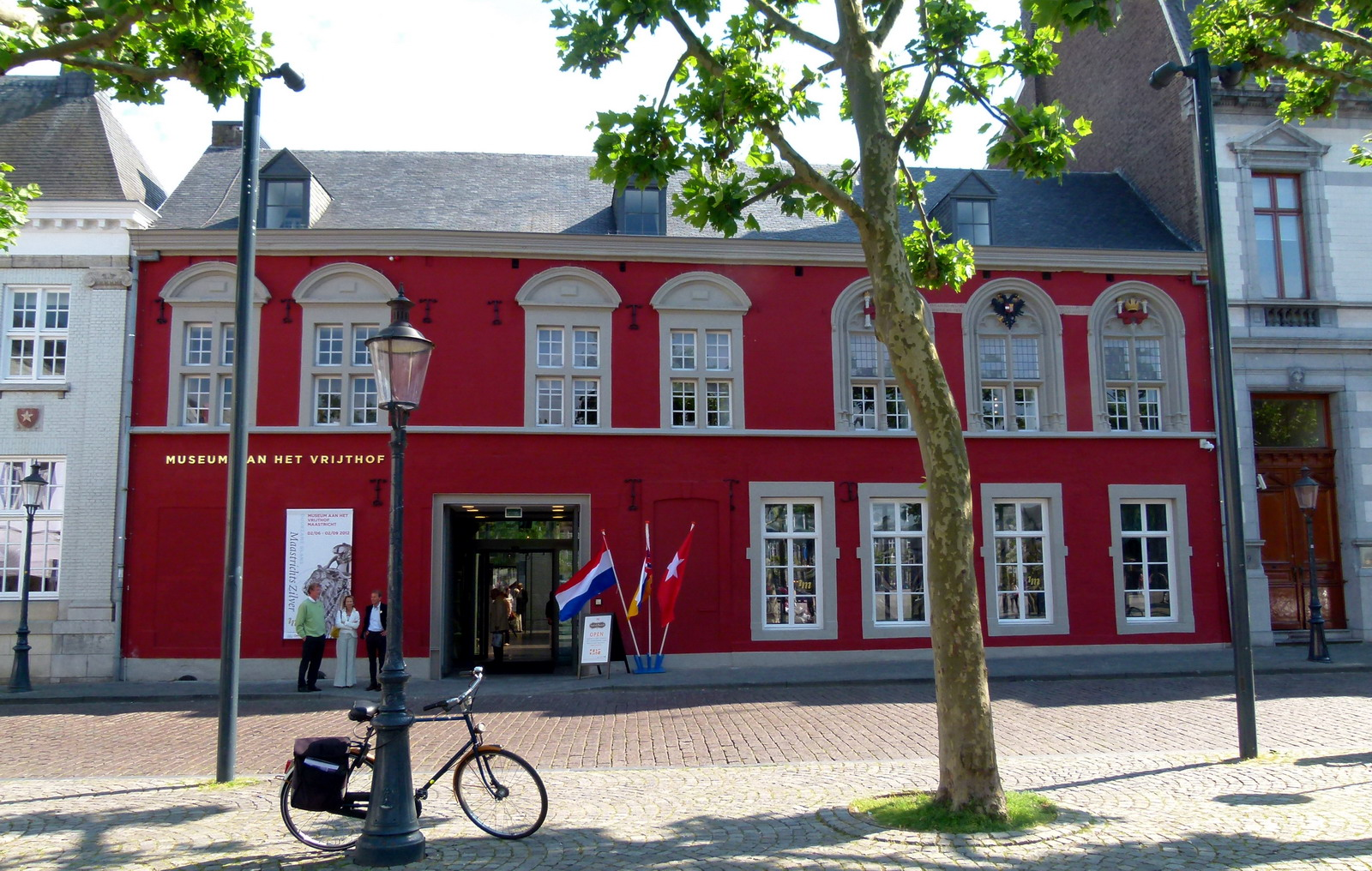
Spaans Gouvernement
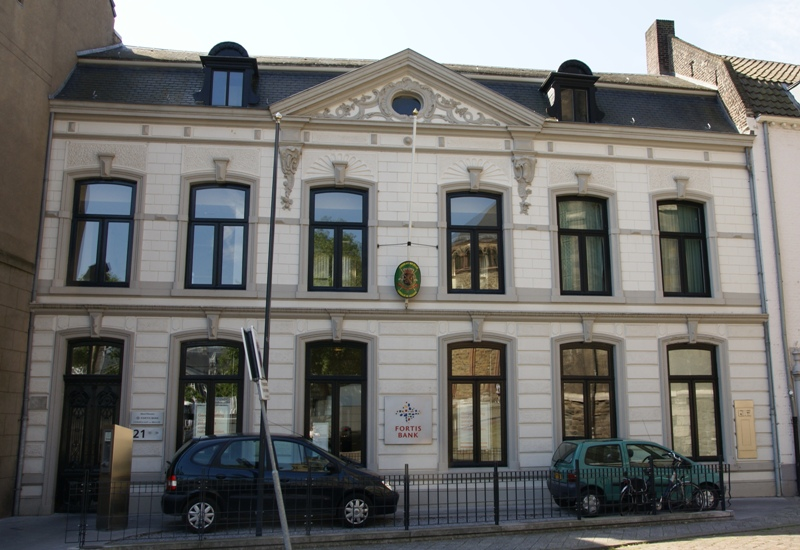
Kanunnikenhuis
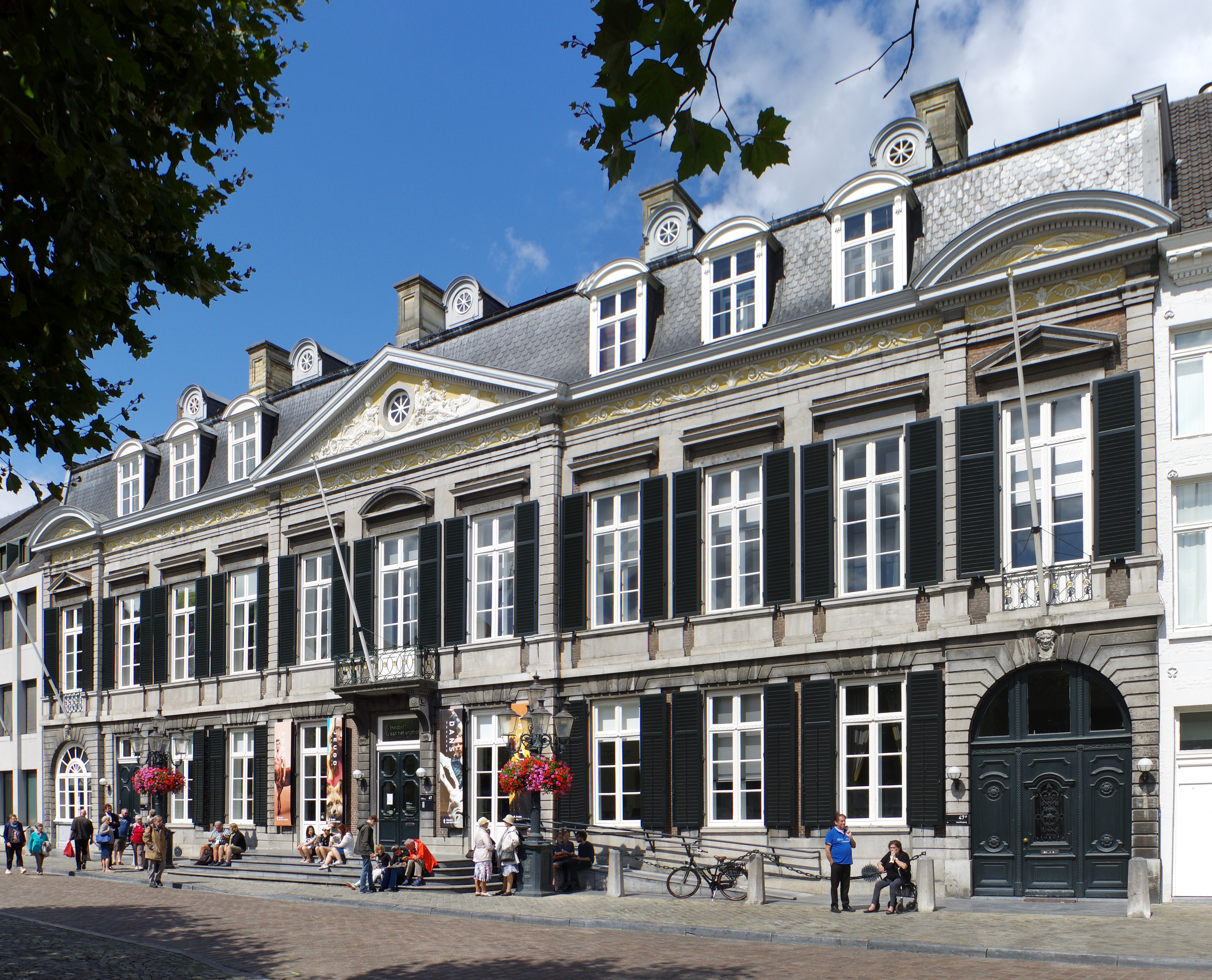
Generaalshuis
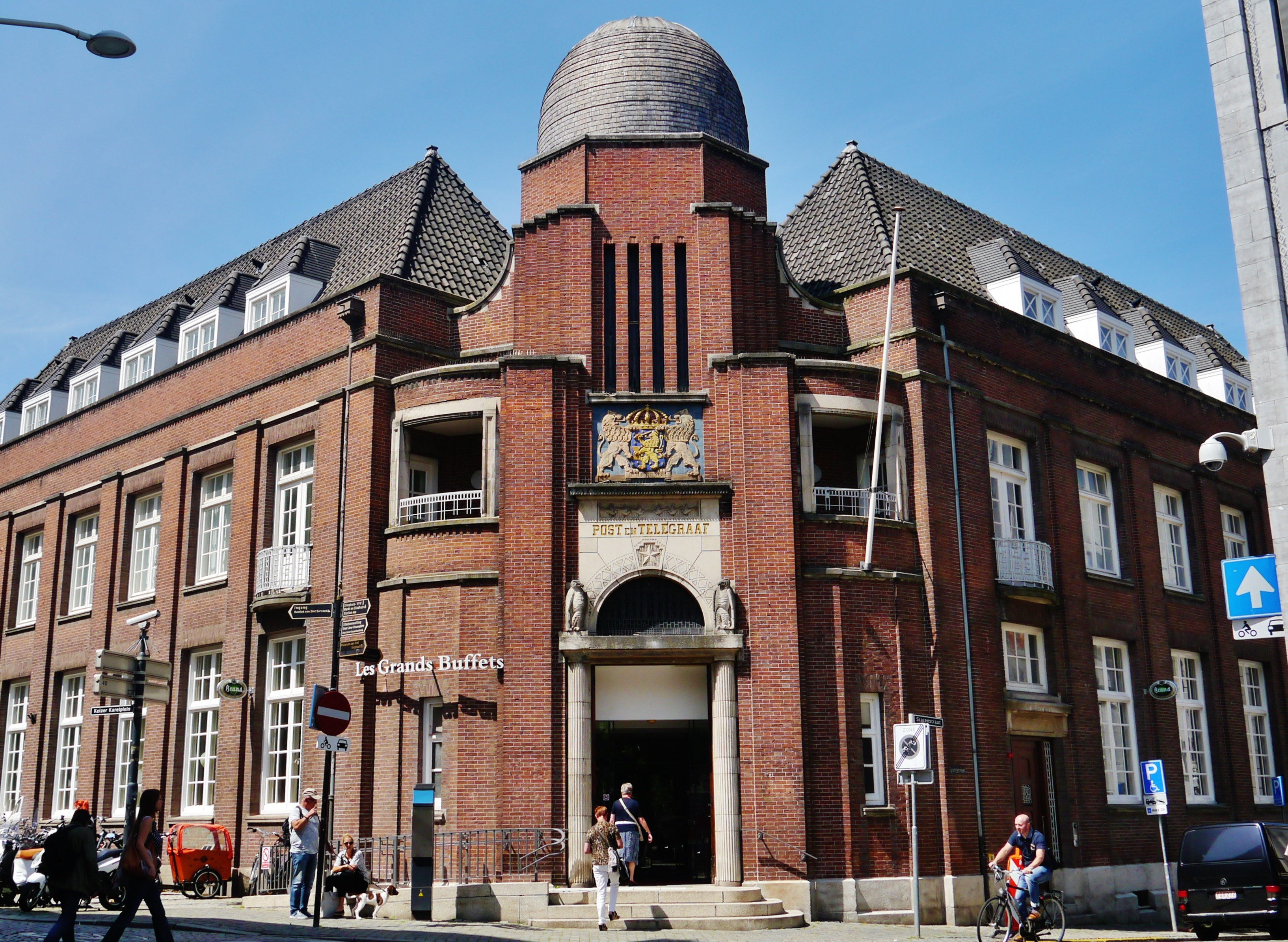
Voormalig hoofdpostkantoor

### Kunst, gedenktekens
De oorspronkelijke Luikse perroen dateerde mogelijk uit 1292 en werd in 1796 door de Fransen gesloopt. De huidige perroen bestaat uit een circa 5,5 m lange, naar boven toe breed uitlopende zuil, bekroond met een pijnappel en daarboven een kruis. De zuil staat op een trappartij van zes treden en wordt omringd door drie liggende leeuwen. Het geheel is circa 8,5 m hoog. De heroprichting van de perroen is het resultaat van een samenwerkingsproject uit 1955 van de beeldhouwer Jean Sondeijker en de architect Jean Huysmans in opdracht van de gemeente Maastricht. De Sint-Servaasfontein uit 1934 is in 1992 verplaatst naar het Keizer Karelplein, aan de noordzijde van de Sint-Servaasbasiliek.
Twee kunstwerken op het Vrijthof verwijzen naar het Maastrichtse carnaval. Het eerste is de hardstenen fontein Hawt uuch vas ("Hou elkaar vast") van Frans Gast uit 1978, een geschenk van de toenmalige Spaarbank Limburg. Het bestaat uit een 230 cm hoge zuil waartegen vijf beelden van carnavalsvierders zijn geplaatst. Het geheel wordt omringd door een granieten rand met een diameter van 5 m, die een fonteinbekken vormt. Een ander carnavalsmonument is de bronzen beeldengroep 't Zaat herremenieke ("dronken harmonieorkestje") van Han van Wetering uit 1993. De groep meer dan levensgrote beelden die een typisch Maastrichts dweilorkestje uitbeelden, kostte 250.000 gulden, door een plaatselijke comité bij elkaar gebracht. De oorspronkelijk onbeschilderde beelden keerden na de herbouw van de Vrijthofgarage in 2005 bont beschilderd terug.
Op het plein bevinden zich drie grote bronzen herinneringsplaquettes, die in het plaveisel aan de westzijde van het plein zijn ingebed. De eerste is in 1973 door Dries Engelen ontworpen ter gelegenheid van de herbeplanting van het Vrijthof (na het gereedkomen van de parkeergarage) en werd geschonken door V&D Maastricht, dat toen de heropening van het vergrote warenhuis vierde. De tweede plaquette herinnert aan de 'Old Hickorydivisie' van het Amerikaanse bevrijdingsleger, een ontwerp uit 1974 van de eerder genoemde Frans Gast. Op de plaquette is centraal het embleem van de legerdivisie afgebeeld met daaromheen een tekst. In 2019 werd een soortgelijke plaquette onthuld ter gelegenheid van het honderdste Vrijthofconcert van André Rieu en zijn Johann Strauß Orchestra.

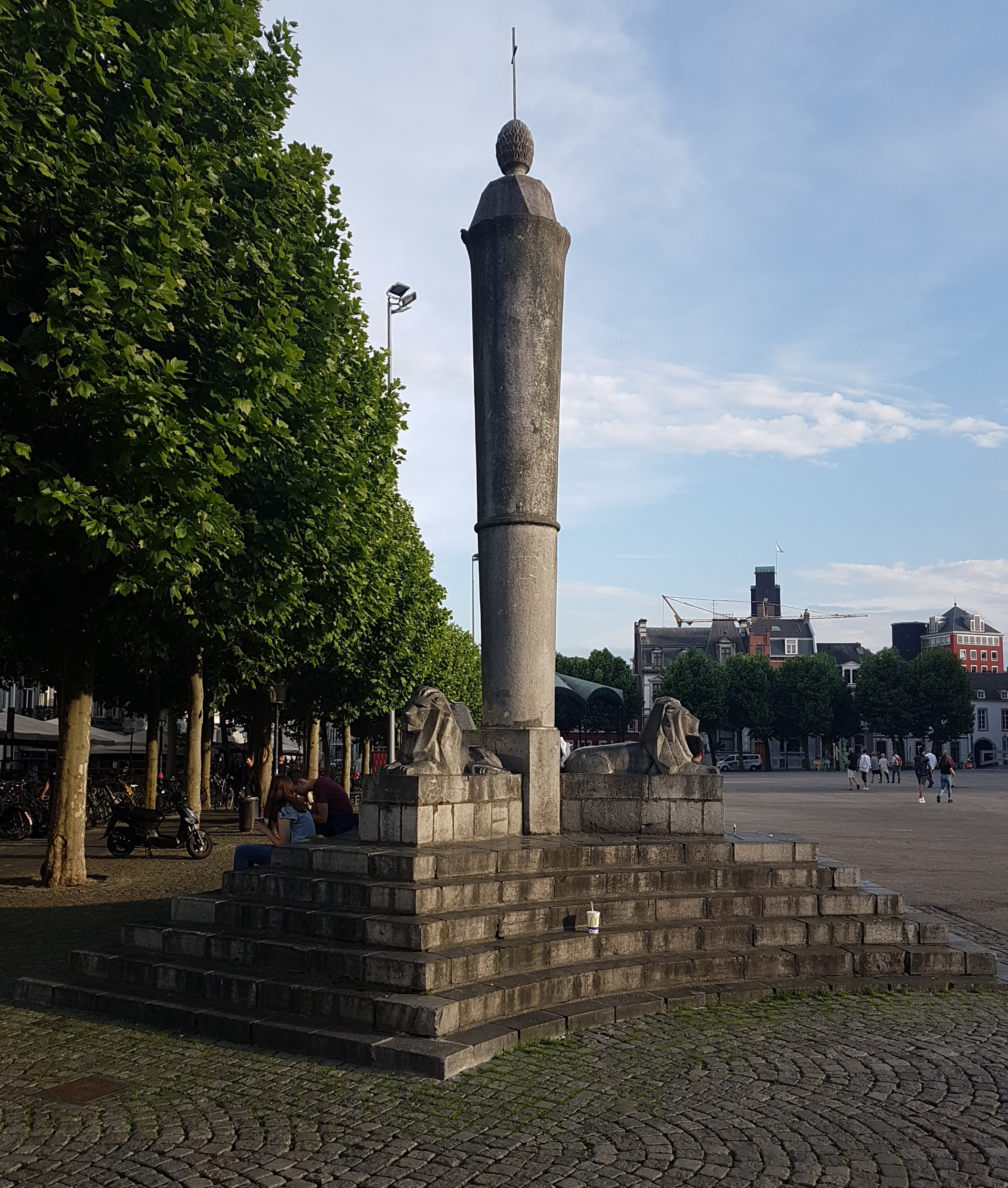
Luikse perroen
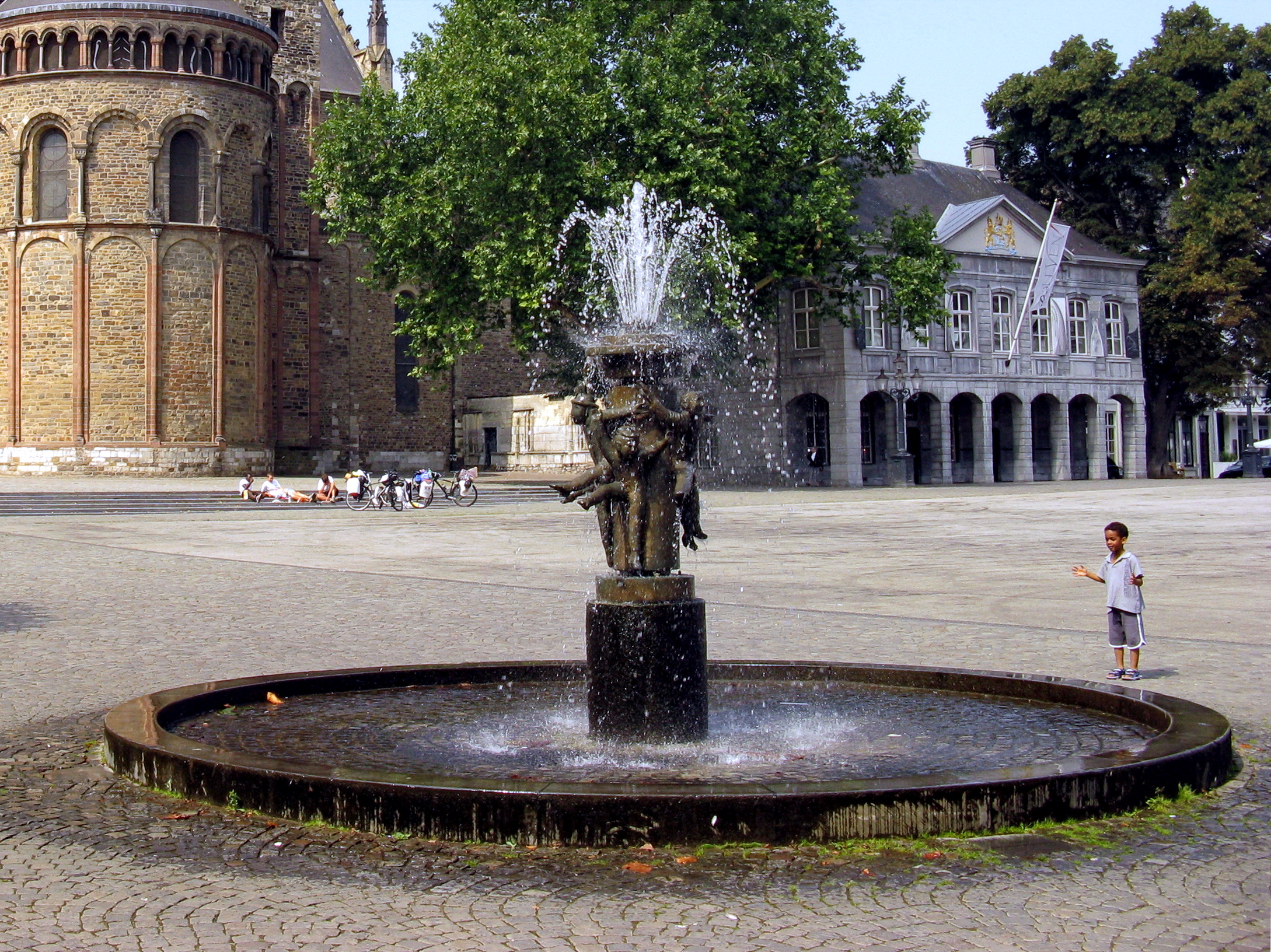
Fontein Hawt uuch vas
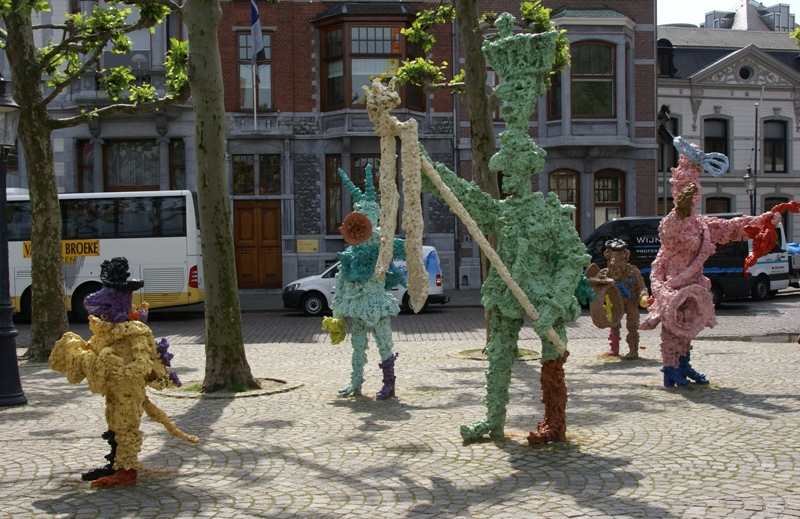
't Zaat Herremenieke
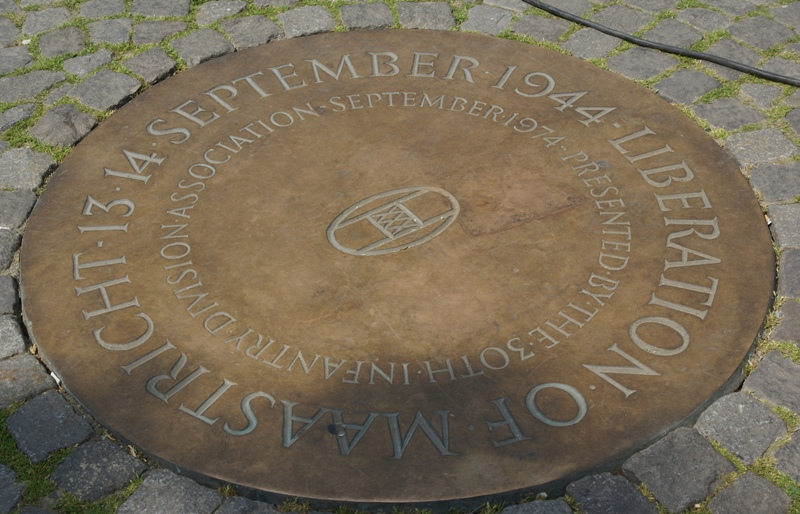
Plaquette Old Hickory

### Straatmeubilair, bomen, plaveisel
Midden op het plein staat sinds 1856 een muziekkiosk. De huidige kiosk dateert van na de bouw van de ondergrondse parkeergarage in 1980 en werd gesponsord door de plaatselijke Rabobank. Op de noordoosthoek van het plein staat een antieke stadsklok, een bekende ontmoetingsplaats. De gietijzeren klok uit 1905 van de firma Wagner uit Wiesbaden werd oorspronkelijk verlicht door middel van stadsgas en heeft om die reden twee kleine schoorsteentjes. De klok is een gemeentelijk monument.
Op het plein staan enkele gietijzeren, vijfarmige lantaarns. Op de voet van twee gaslantaarns uit 1860 aan weerszijden van de Militaire Hoofdwacht is de vijfpuntige ster uit het wapen van Maastricht afgebeeld. Rondom de koorpartijen van de Sint-Servaasbasiliek en de Sint-Janskerk staan enkele moderne lantaarns, die naar het voorbeeld van oude gaslantaarns zijn gekopieerd. Op de lantaarnpalen is de dubbelkoppige adelaar afgebeeld, die ook in het wapen van het Sint-Servaaskapittel voorkomt.
Het Vrijthof is vanouds een plein met bomen. Sinds de bouw van de parkeergarage wordt het plein omringd door een dubbele rij platanen. Tussen de bomen loopt een wandelpad dat geplaveid is met kasseien, dat aansluit bij de omringende straten. Het middendeel van het plein is bedekt met een laag aangestampt fijn grind.

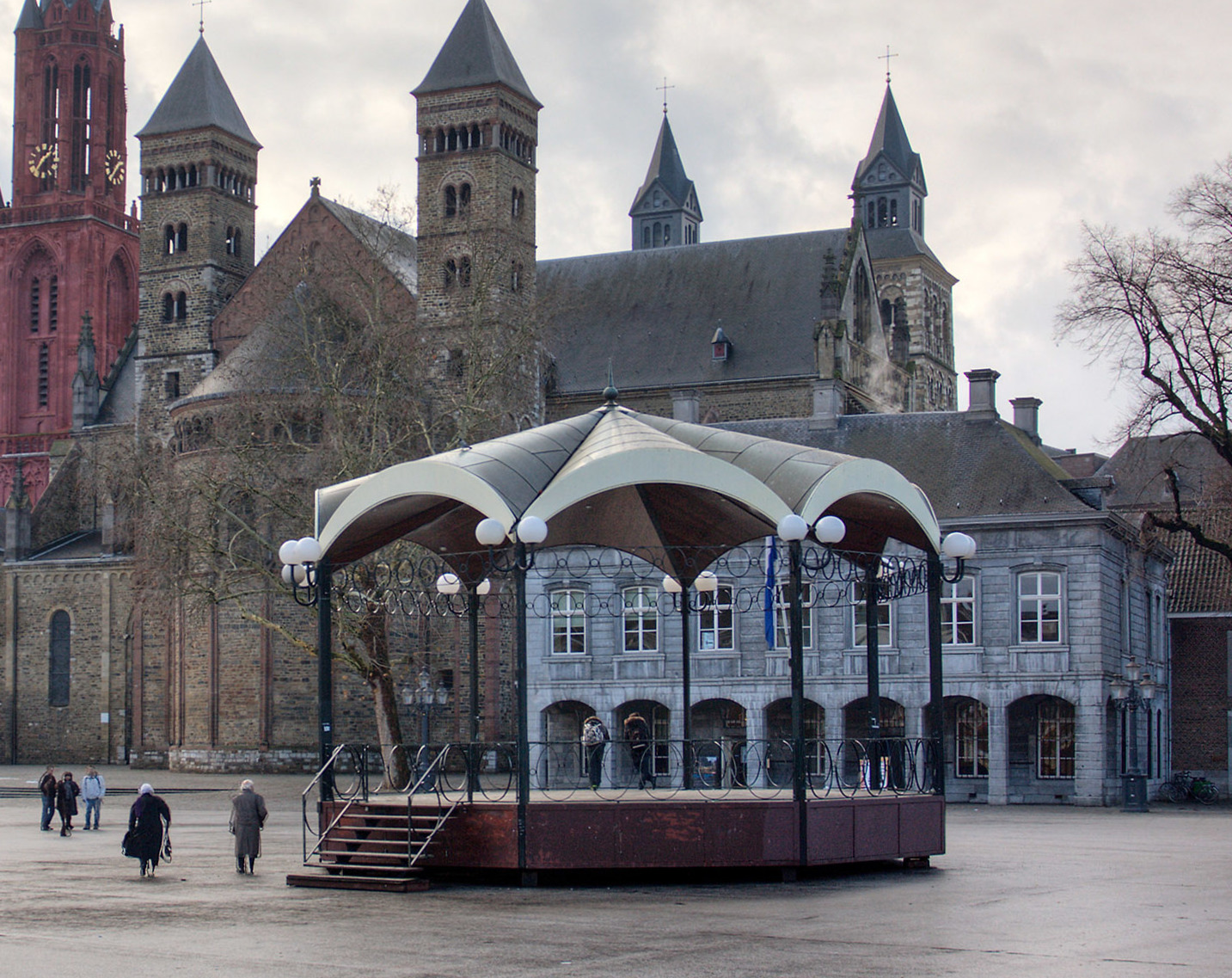
Muziekkiosk
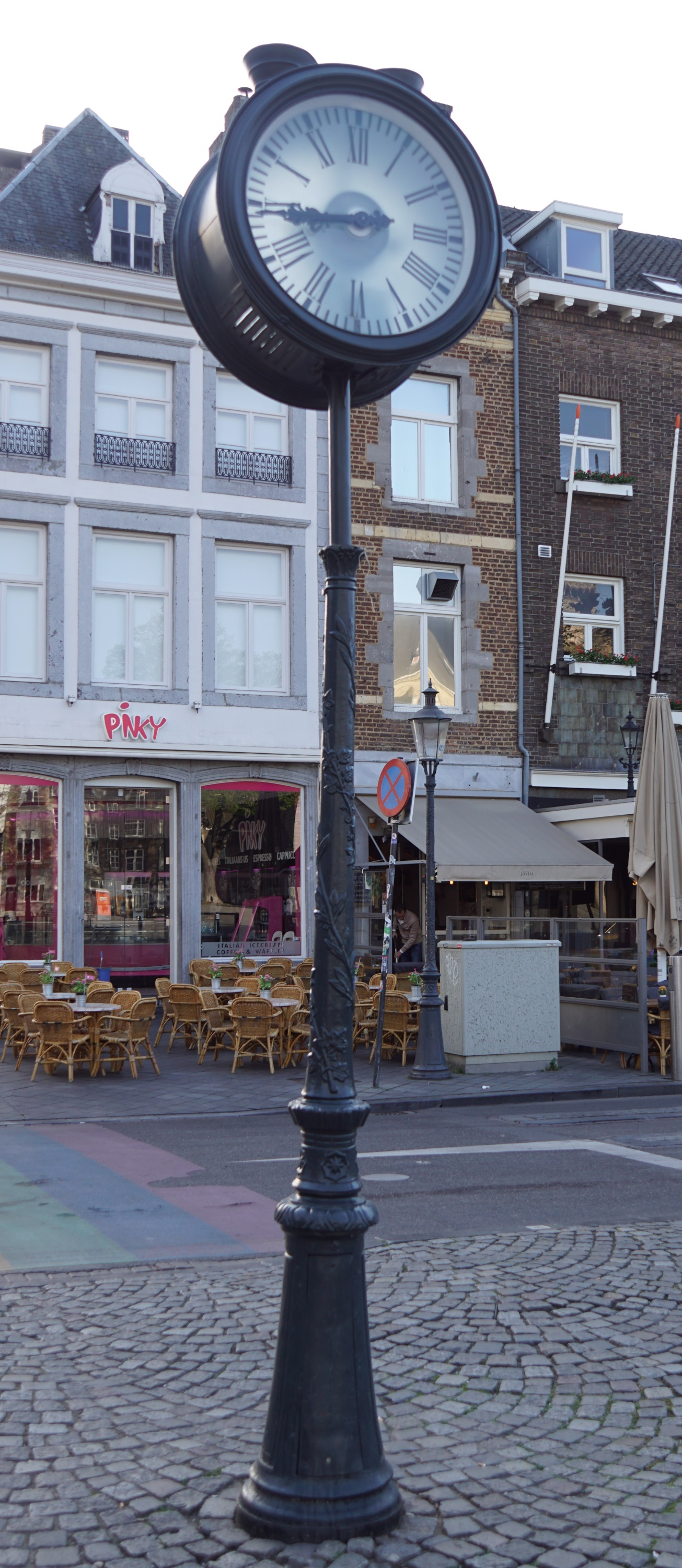
Stadsklok
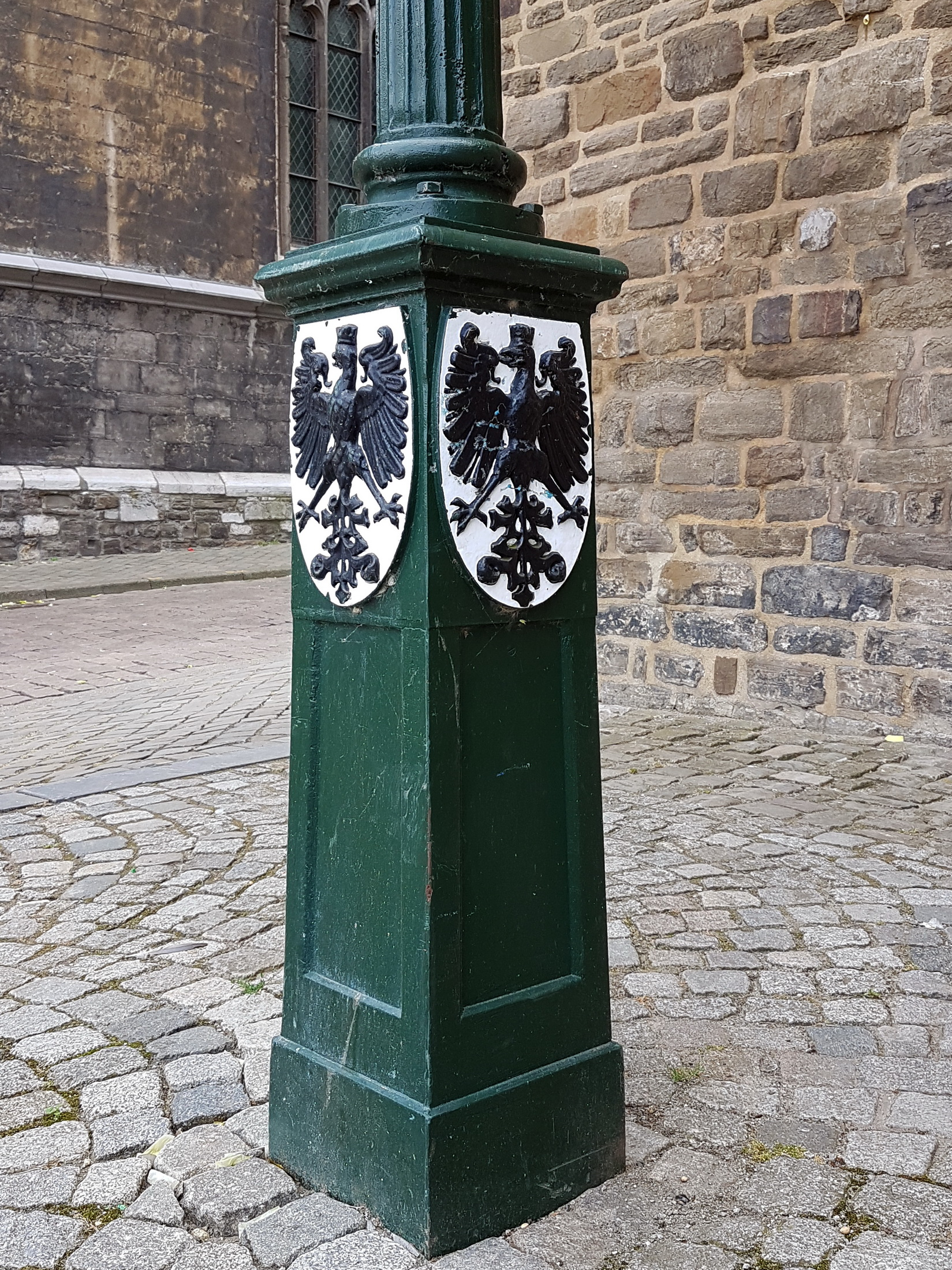
Detail lantaarnpaal
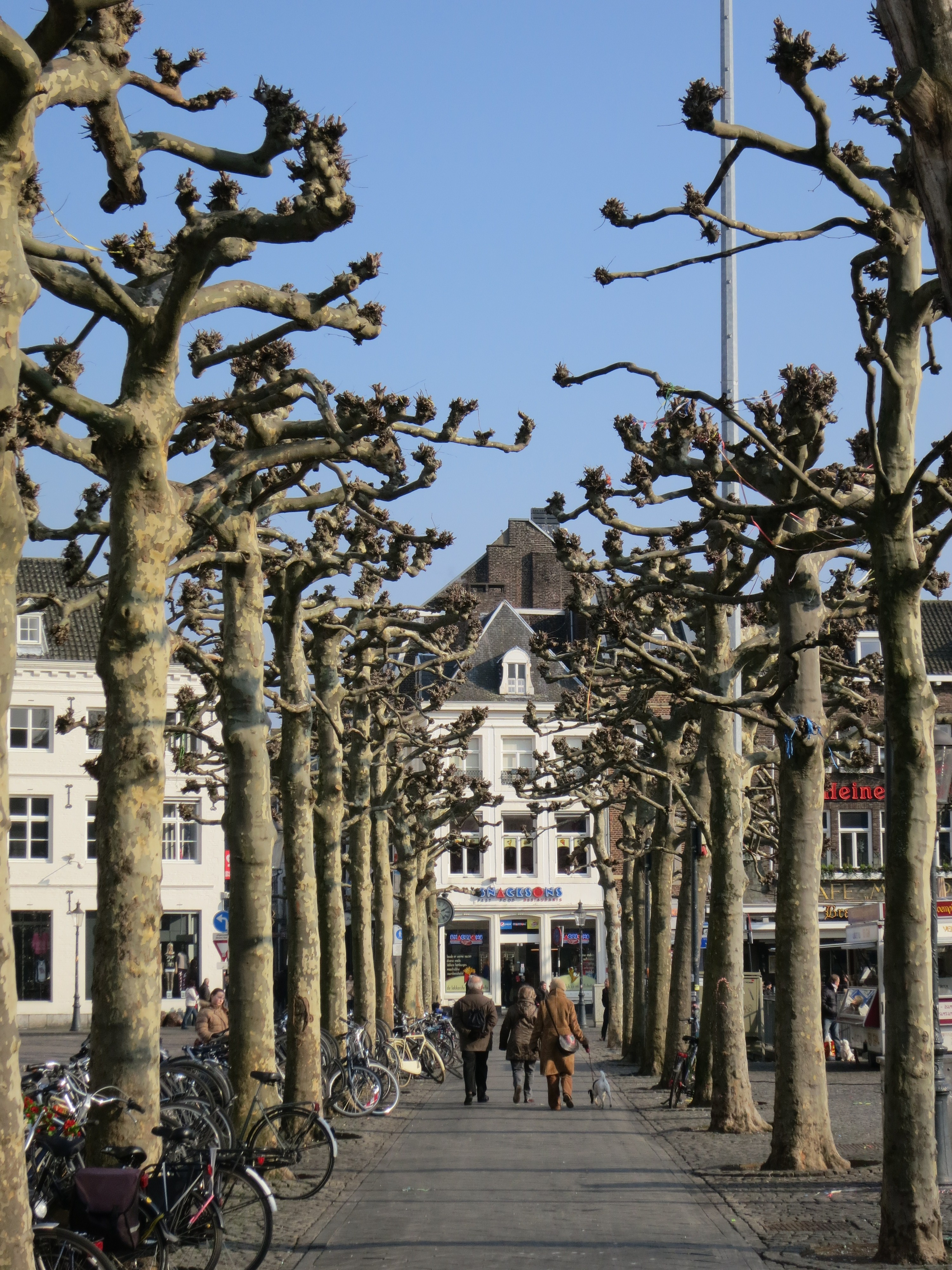
Dubbele platanenrij

## Cultuur en horeca

### Culturele voorzieningen
Op het Vrijthof zijn enkele belangrijke culturele voorzieningen gevestigd. In de aan het Vrijthof grenzende Dubbelkapel van de Sint-Servaasbasiliek bevindt zich al sinds de 11e eeuw de Schatkamer van de Sint-Servaaskerk, waarvan de ingang zich echter bevindt aan het Keizer Karelplein. Het museum is een van de topattracties van Maastricht. Het Fotomuseum aan het Vrijthof is gevestigd in het Spaans Gouvernement. Het museum toont wisselende exposities op het gebied van de fotografie. De Militaire Hoofdwacht is in 2012 door het Ministerie van Defensie overgedragen aan de gemeente Maastricht. Het gebouw wordt al enkele jaren gebruikt voor tijdelijke exposities. Achter het Generaalshuis, op de terreinen van het voormalige Wittevrouwenklooster, is van 1988-92 het Theater aan het Vrijthof gebouwd. Het Generaalshuis functioneert als entreegebouw van dit theater annex concertzaal. Tot 1977 was in het gebouw de stadsbibliotheek gevestigd.

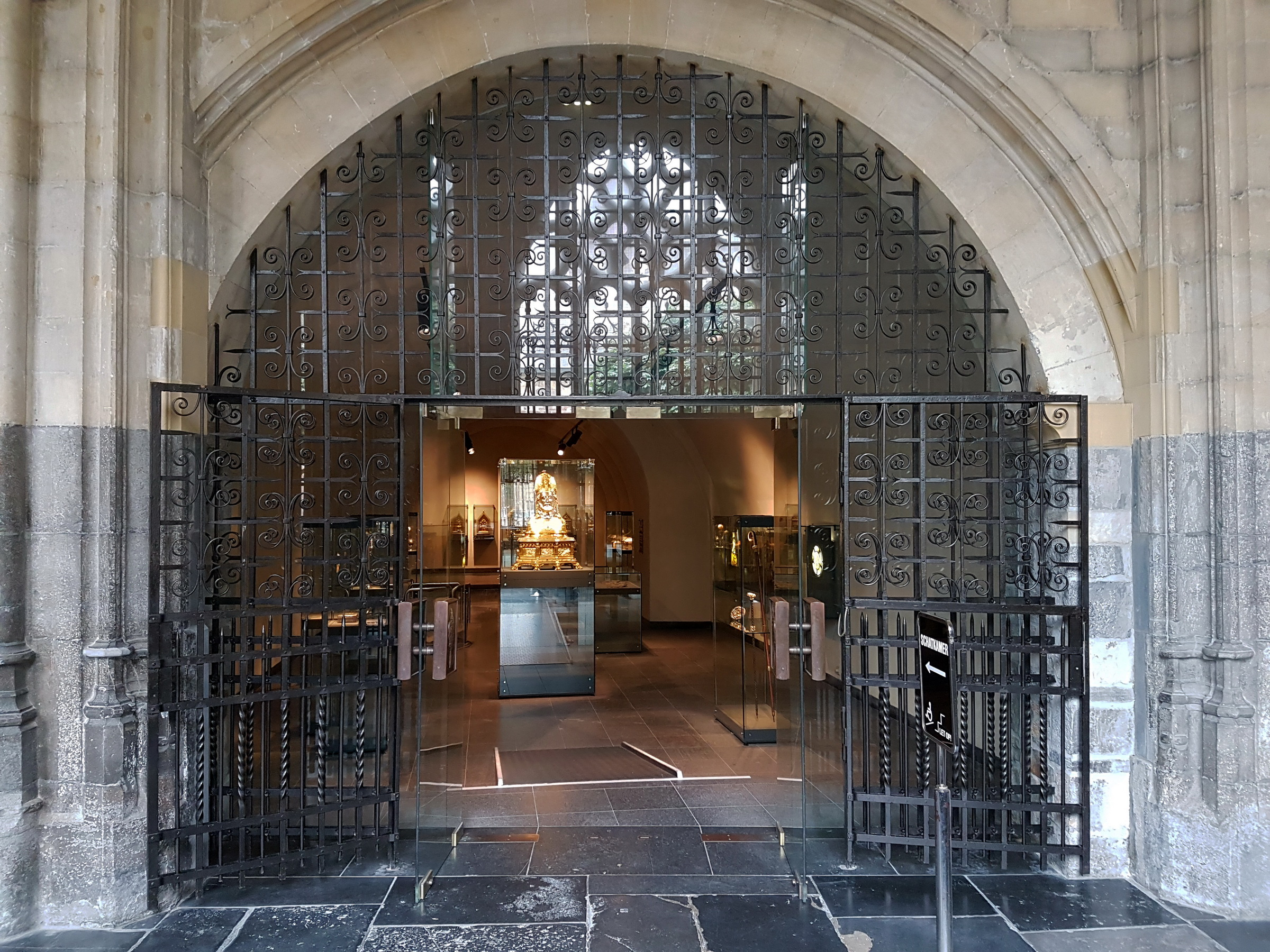
Schatkamer St-Servaasbasiliek
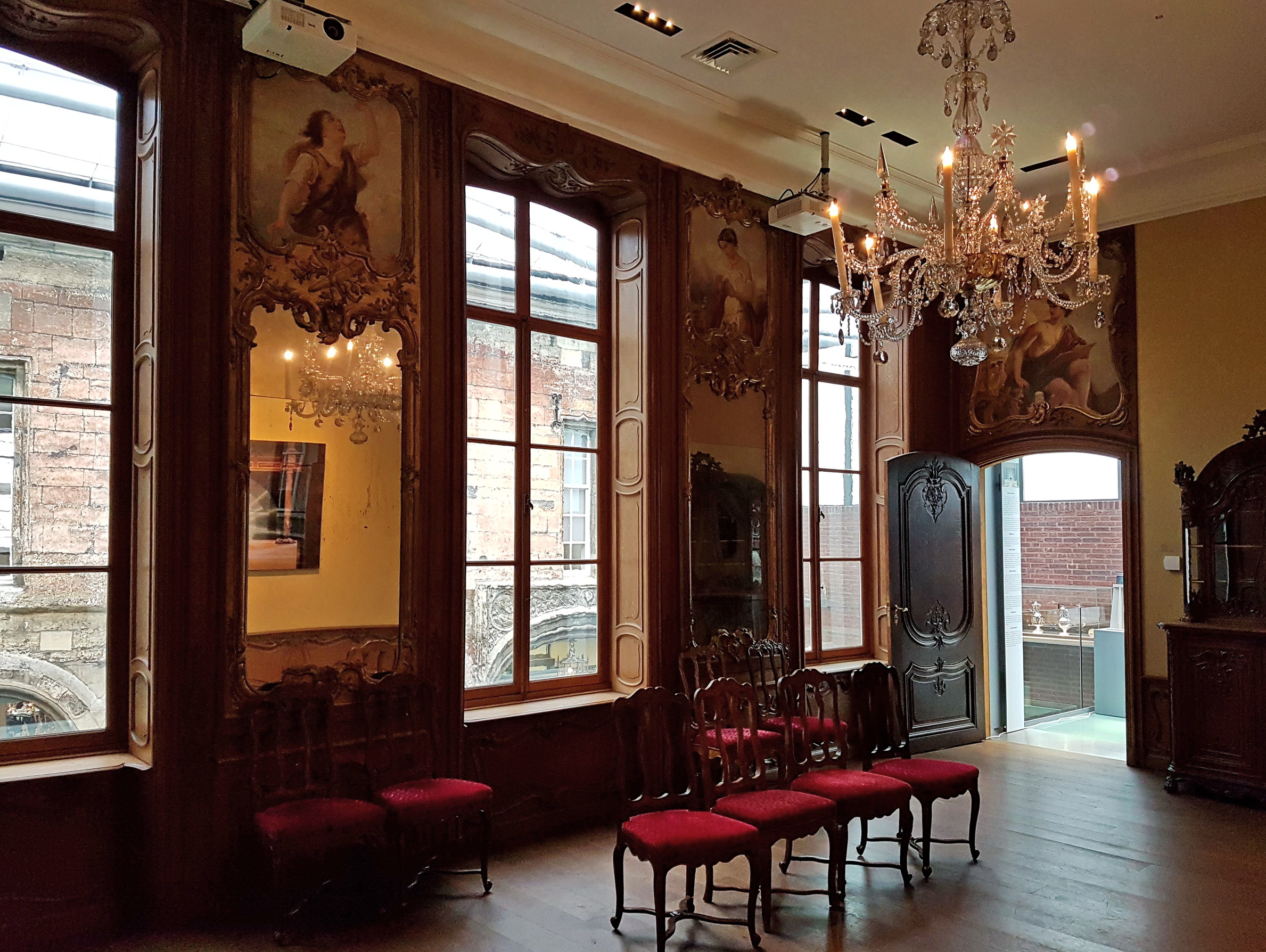
Fotomuseum aan het Vrijthof
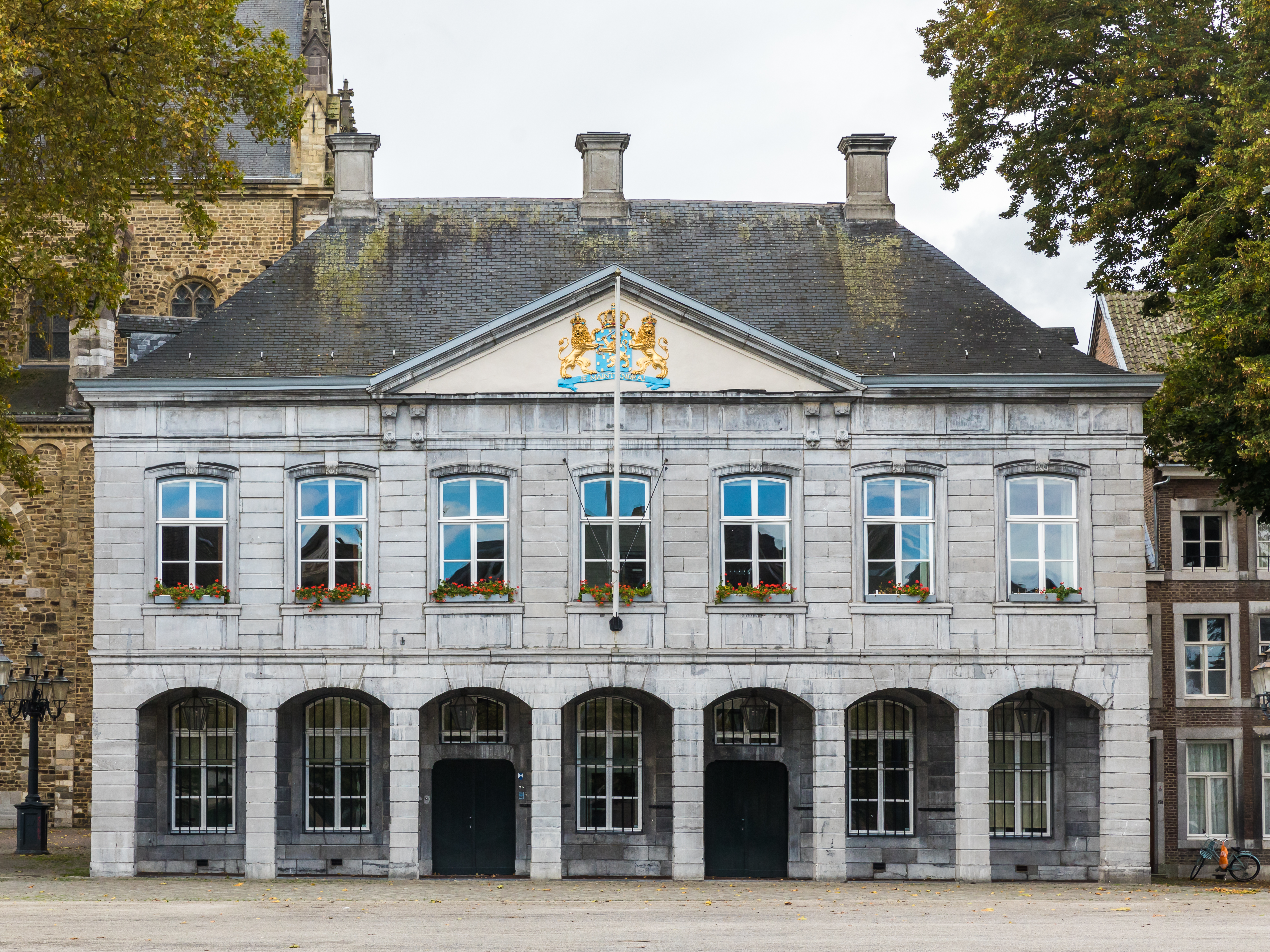
Hoofdwacht
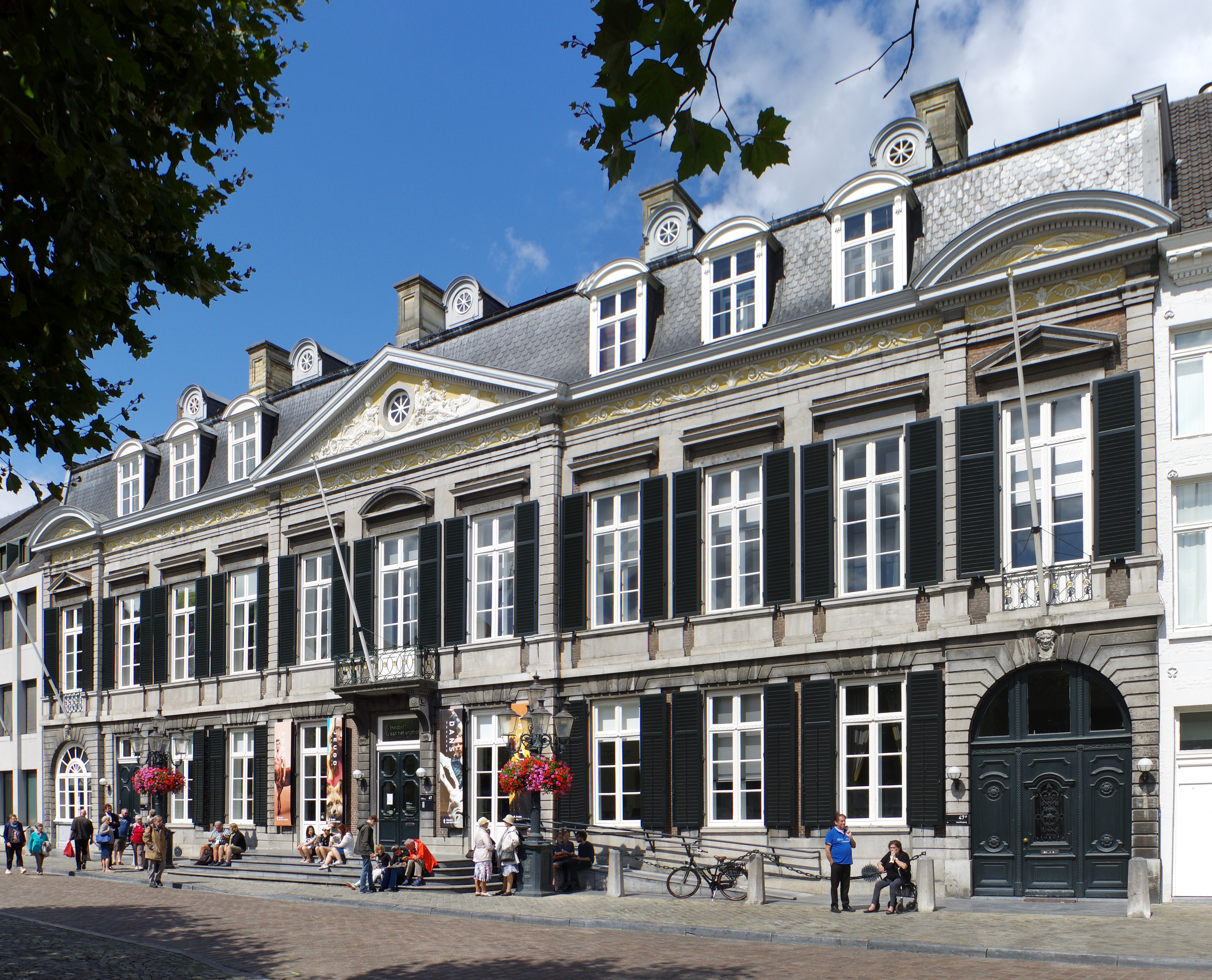
Theater aan het Vrijthof

### Evenementen

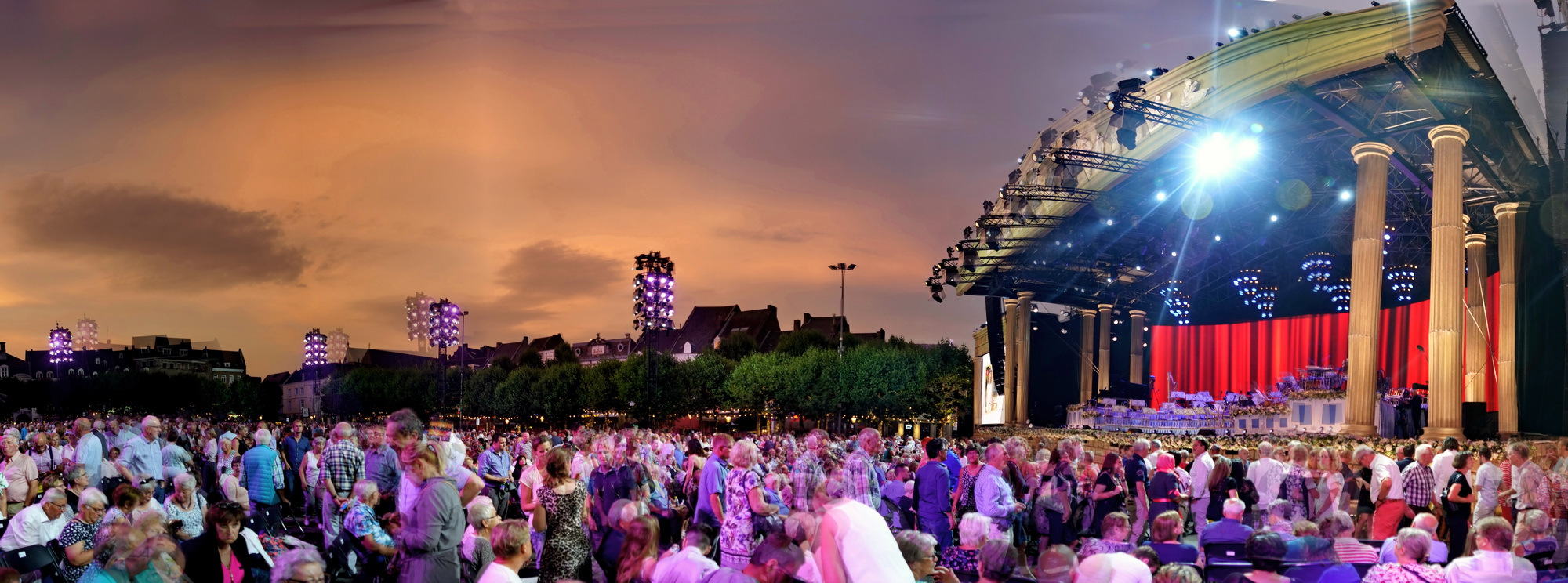
André Rieu Vrijthofconcert, 2018

Tal van evenementen vinden op het Vrijthof plaats, zoals het Maastrichtse carnaval (februari of maart), de Sint-Servaaskermis (rond 13 mei), de jaarlijkse openluchtconcerten van André Rieu en het Johann Strauß Orchestra (juli), het eetfestijn Preuvenemint (augustus), tot 2018 de opening van het carnavalsseizoen (d'n 11e vaan d'n 11e; 11 november) en het winterfestival Magisch Maastricht (november-december). Tijdens het Maastrichtse carnaval is het Vrijthof het middelpunt van het straatcarnaval. Hier wordt op zondagochtend met een kanon het carnaval 'ingeschoten', waarbij een mascotte in de vorm van een pop ('t Mooswief) wordt omhoog gehesen. Drie dagen later wordt het feest hier beëindigd met het naar beneden halen van 't Mooswief.
In 2020 en 2021 (deels) waren er geen evenementen op het Vrijthof vanwege de coronapandemie.

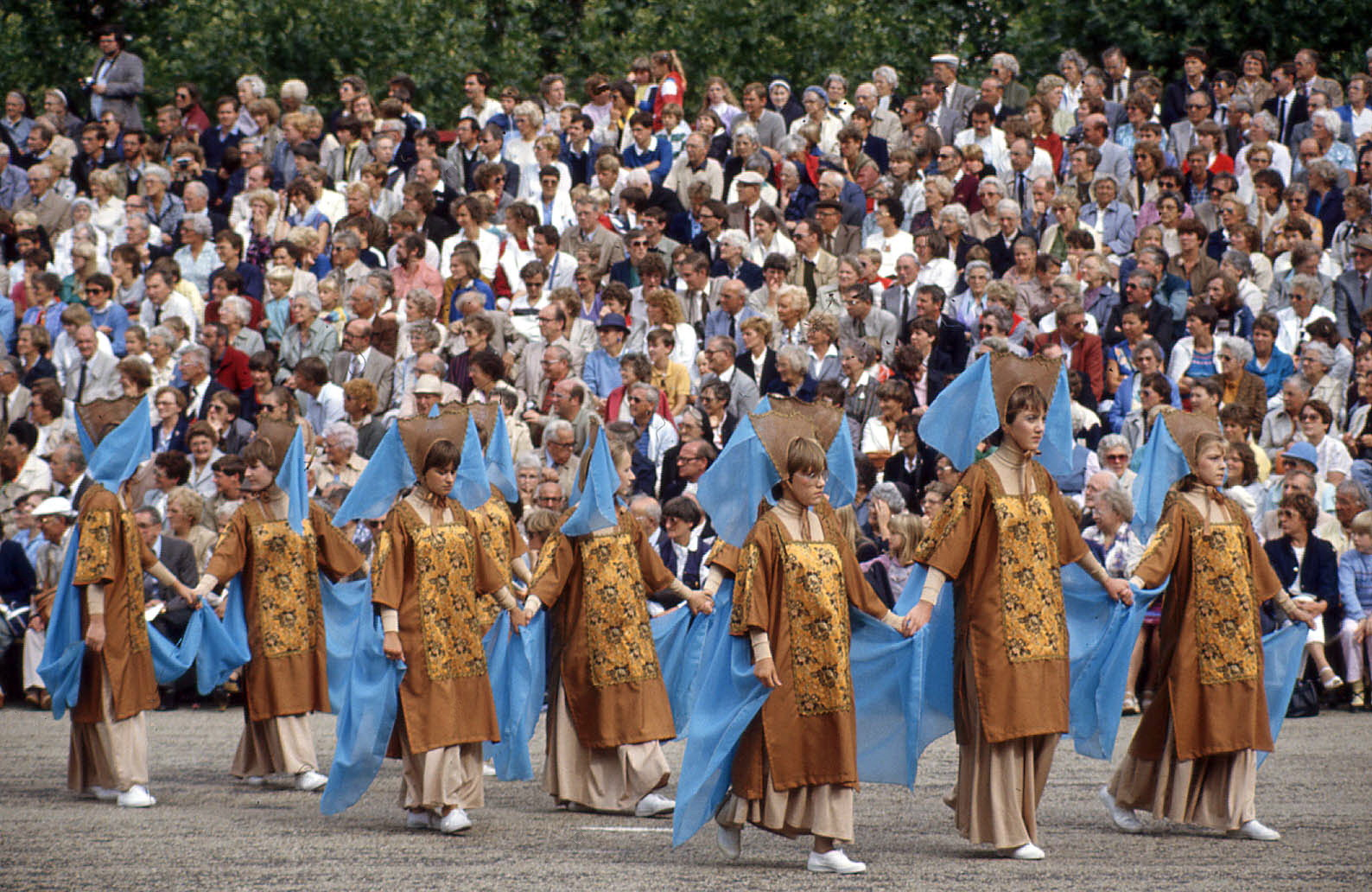
Heiligdomsvaart, 1976
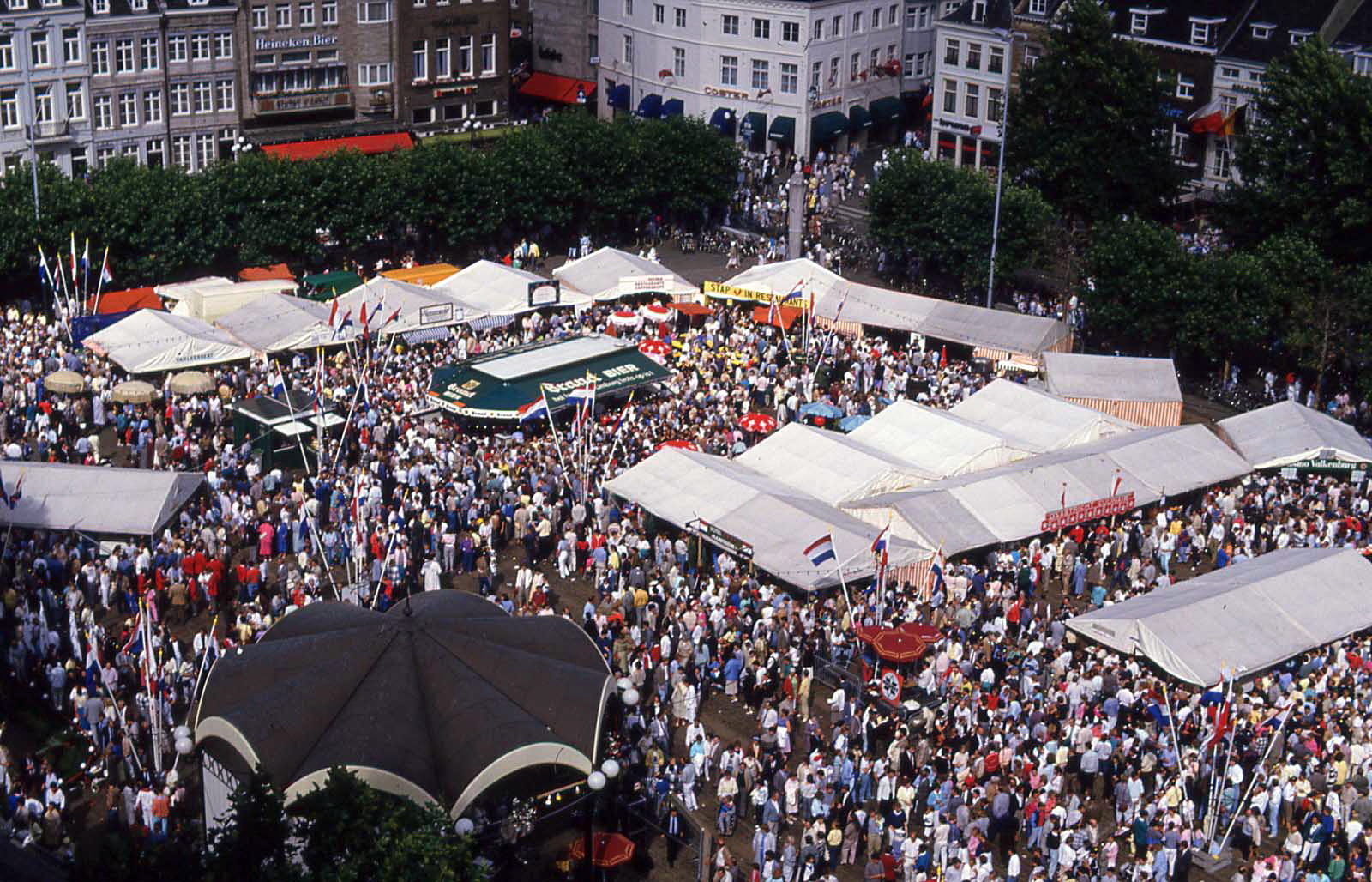
Preuvenemint, 1983
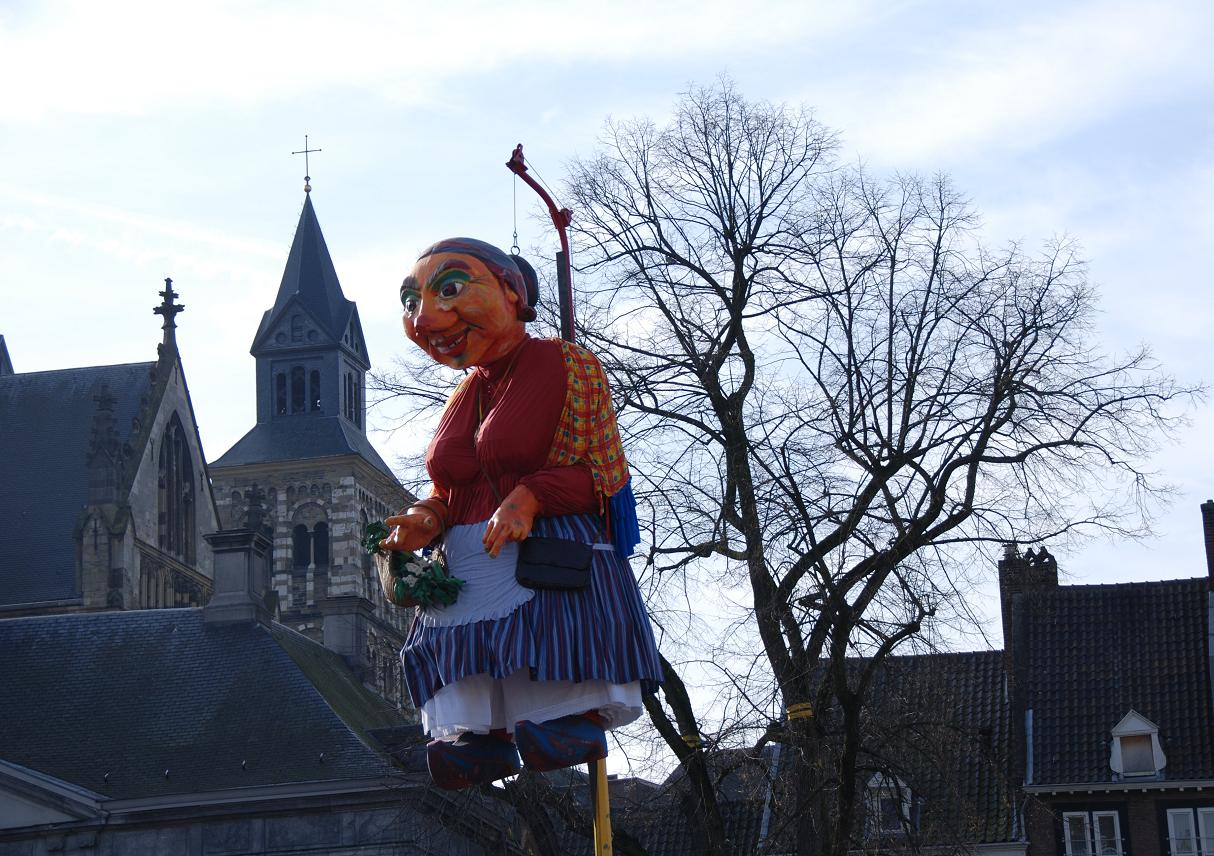
Carnavalspop 't mooswief, 2007
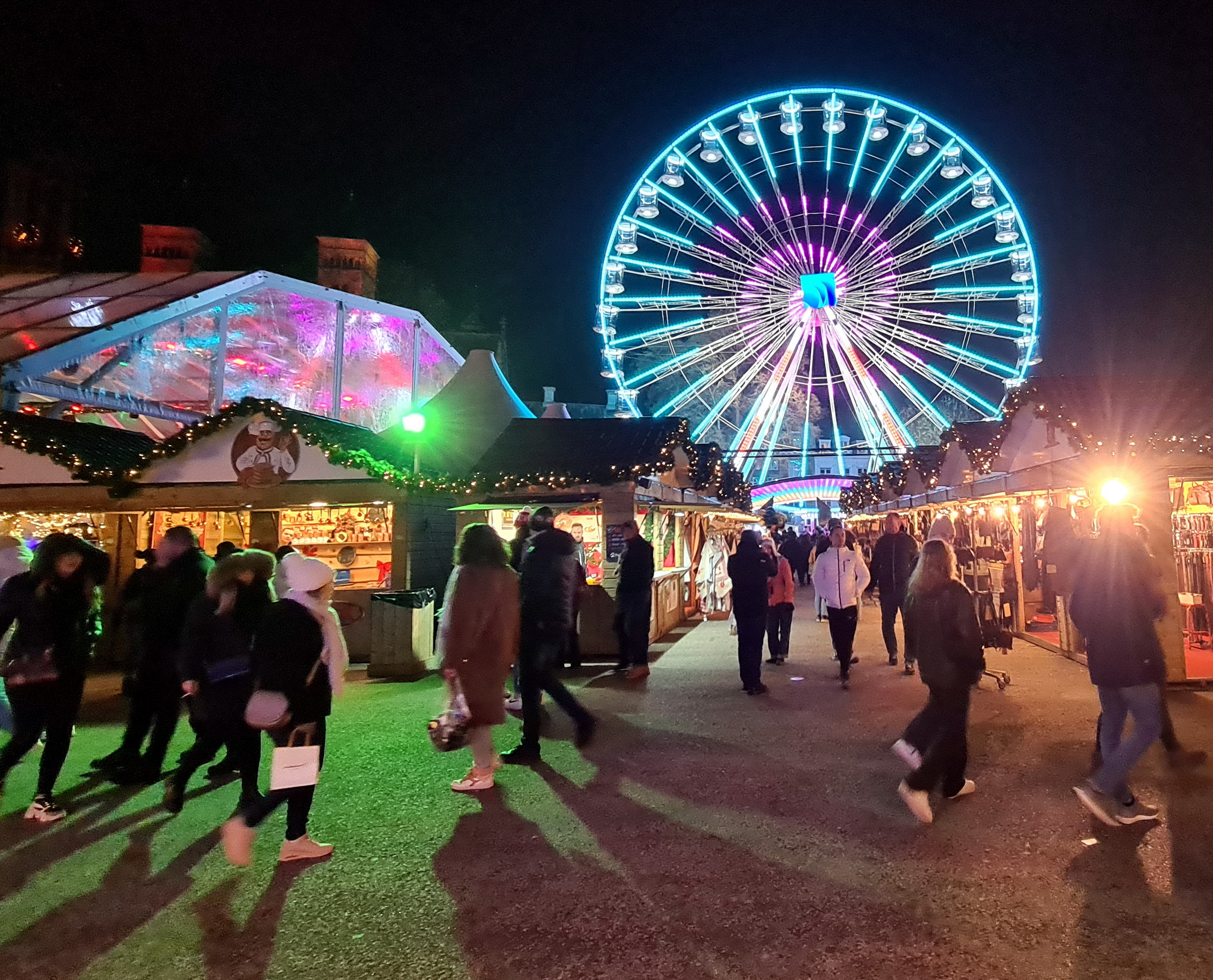
Magisch Maastricht, 2022

### Horeca

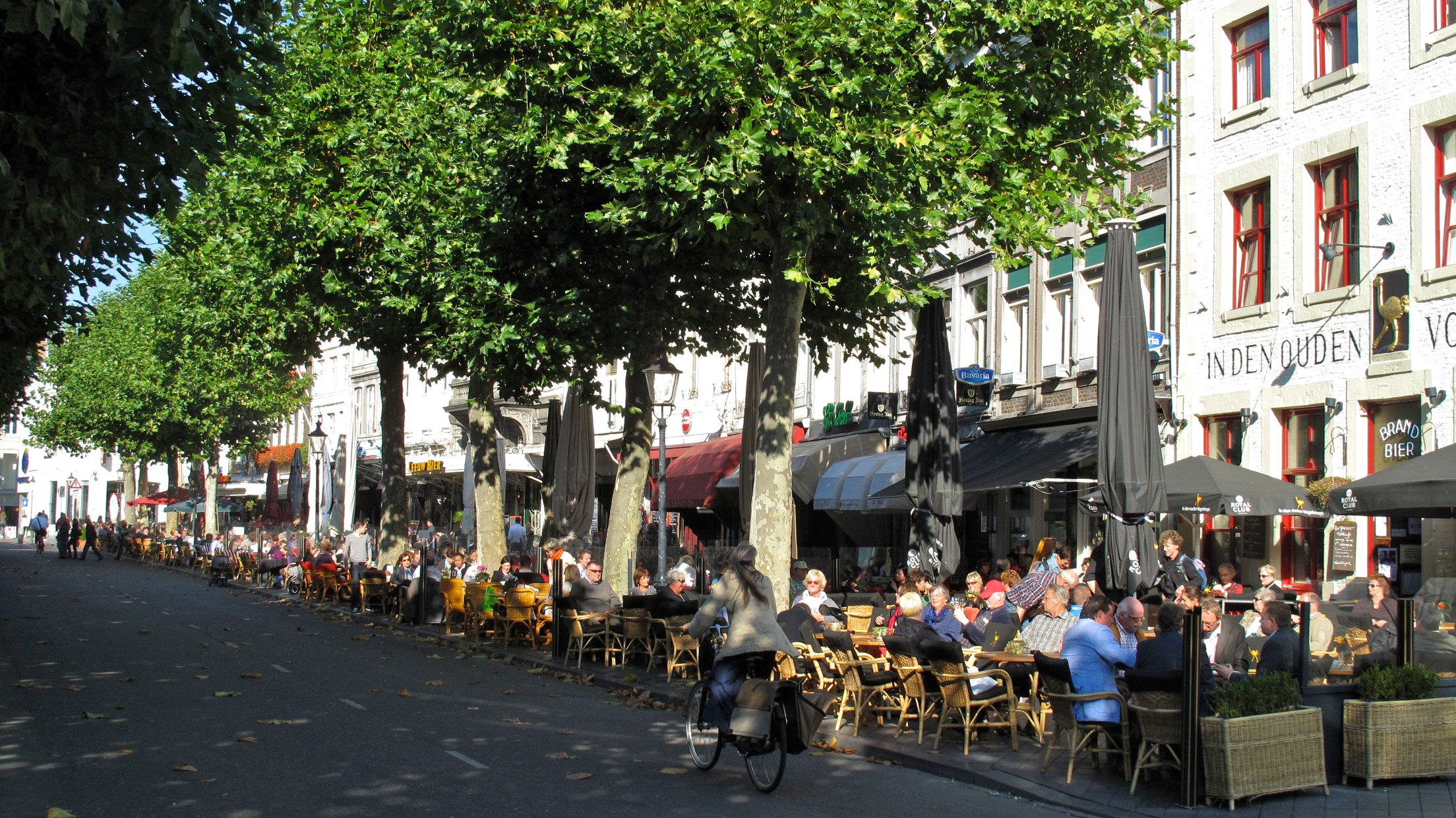
Terrassen aan de oostzijde

Aan de westkant van het plein bevindt zich de Groote Sociëteit uit 1760, een van oorsprong alleen voor heren uit de hogere standen openstaande sociëteit. Aan de oostkant ligt de voormalige Sociëteit Momus uit 1883, thans een reguliere horecagelegenheid.
Aan de noordkant van het plein liggen de hotels Du Casque en Dominicain. Het eerste heeft zijn oorsprong in een oude herberg, 'In den Helm'. Aan deze kant van het Vrijthof lagen in vroeger eeuwen veel herbergen met namen als 'In den Winkel', 'De Gulden Copp', 'De Vos', 'In den Liebaert', 'De Gulden Leeuw', 'In de Croone' en 'De Ring'.
Tegenwoordig zijn de meeste horecagelegenheden aan de oostkant van het plein te vinden. Een bekend voorbeeld van een bruin café aan het Vrijthof is In den Ouden Vogelstruys op de hoek van de Platielstraat, naar eigen zeggen het oudste café van de stad (1730). Bijna alle cafés en restaurants hebben ruime terrassen, waaraan het plein een deel van zijn faam te danken heeft.

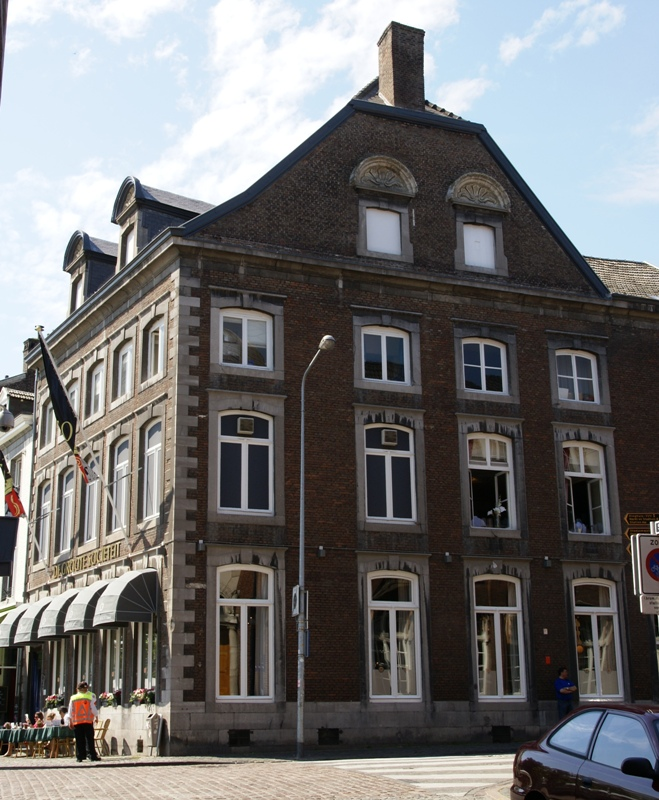
Groote Sociëteit
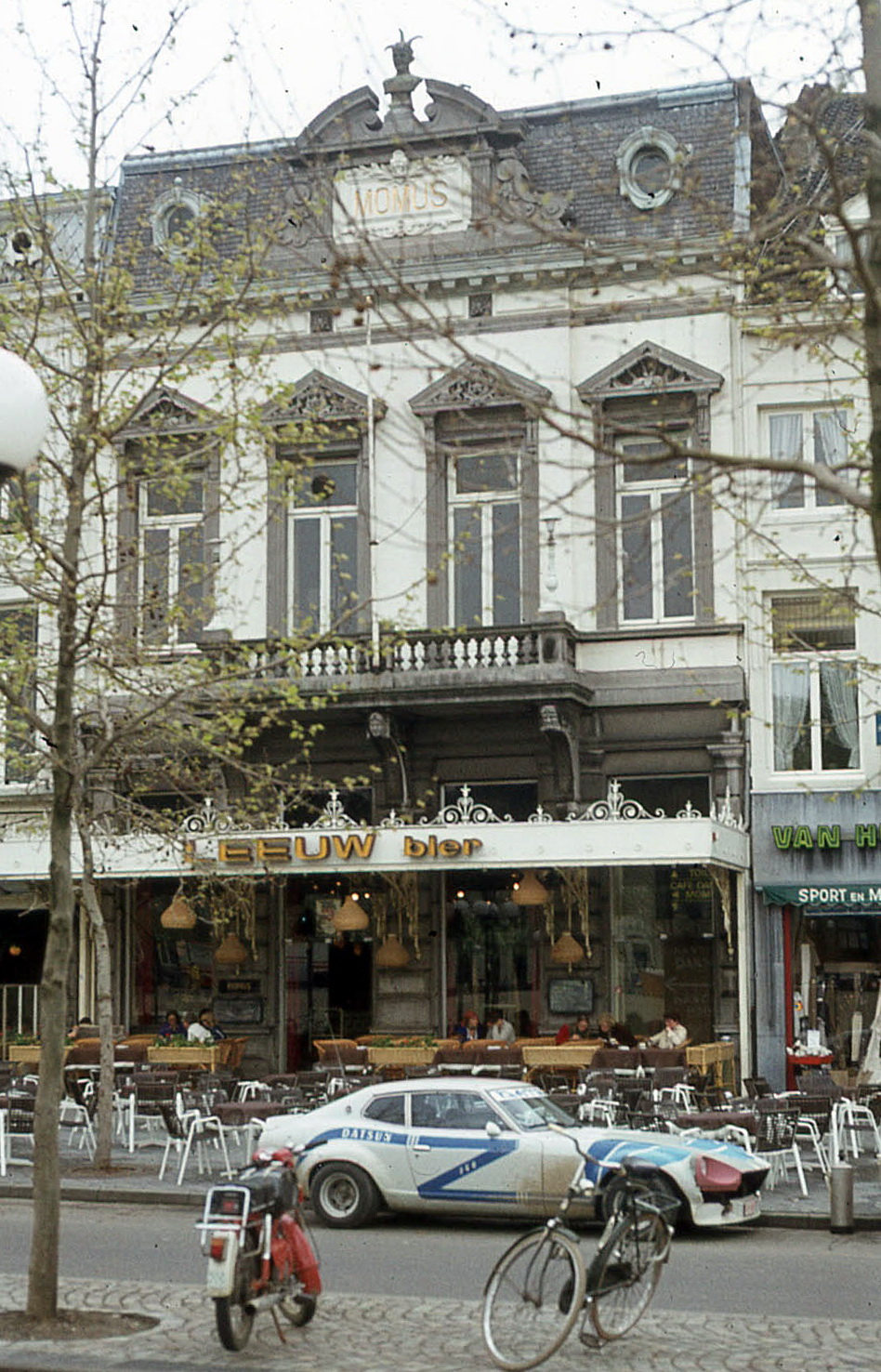
Vm. Sociëteit Momus
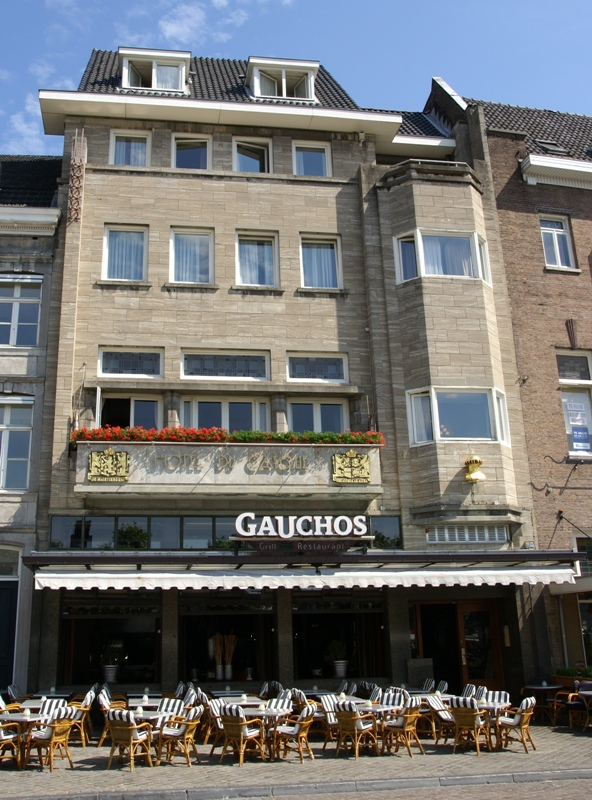
Hotel Du Casque
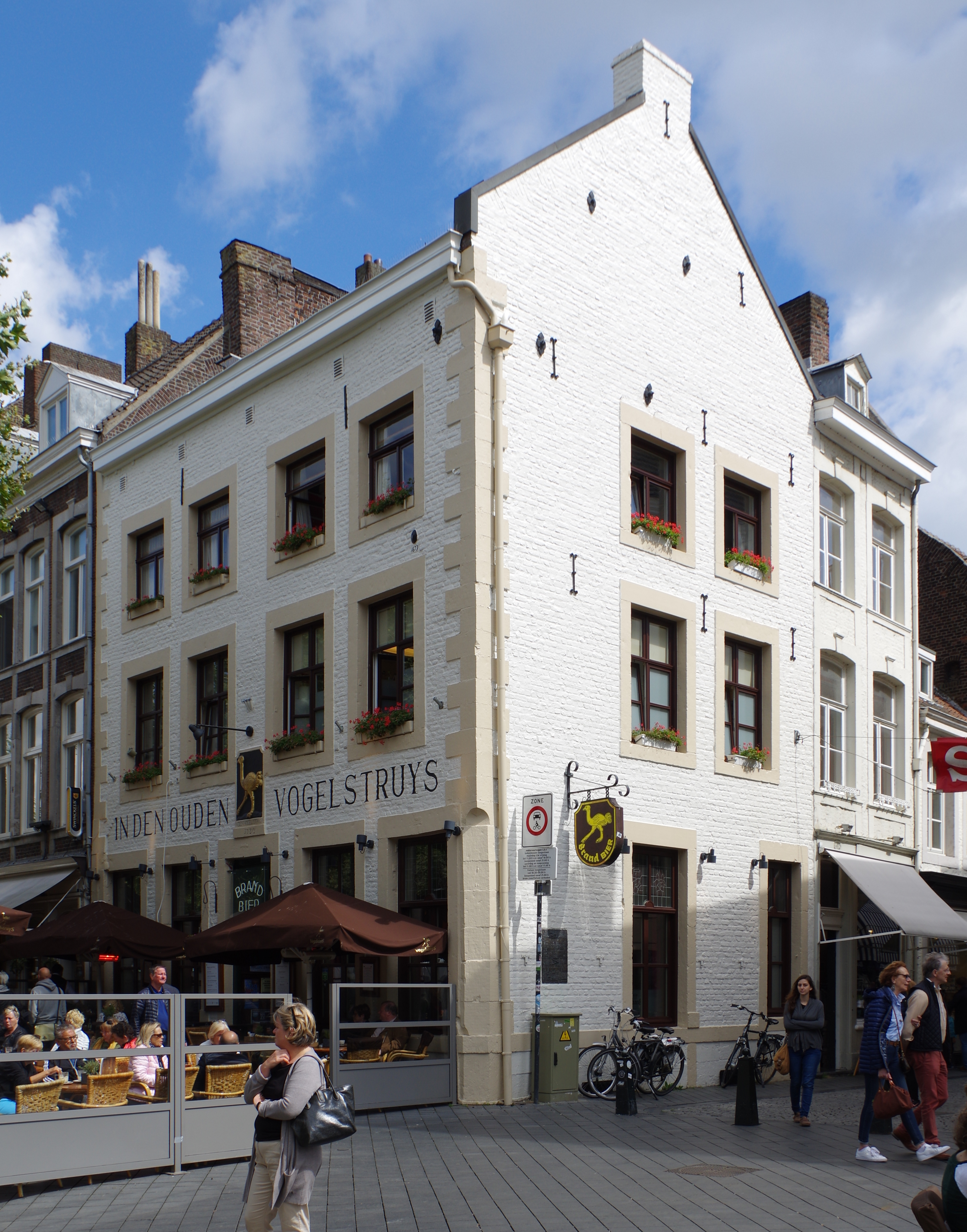
In den Ouden Vogelstruys

## Trivia
- Volgens een hardnekkig gerucht zou tijdens het Beleg van Maastricht (1579) ergens in of rondom de Sint-Servaaskerk een schat begraven zijn. De toegang tot de schat, die zou bestaan uit twaalf zilveren (volgens anderen: gouden) apostelbeelden, zou lopen via de zogenaamde Groene Weg, een ondergrondse gang die zou liggen tussen Sint-Servaaskerk en Sint-Janskerk. Van 1810-16 ondernam de schatgraver Willem Heck talloze pogingen om deze schat op te graven. Hij groef vooral in Het Vagevuur, het straatje tussen de Sint-Janskerk en de Sint-Servaaskerk. Uit het feit dat hij in 1820 berooid stierf, kan worden afgeleid dat hij niets gevonden heeft. Ook tijdens de grote kerkrestauratie in de jaren 1980-1990 is er niets tevoorschijn gekomen.[22] [23]
- De in 1971-72 gebouwde ondergrondse parkeergarage kwam eind jaren 1990 in het nieuws door verzakkingen, waardoor complete herbouw van de garage noodzakelijk was.
- Naast het Generaalshuis bevond zich tot voor enige jaren de galerie van de na zijn dood in opspraak geraakte kunsthandelaar Robert Noortman.
- Op de prestigieuze kunstbeurs TEFAF zijn de wandelpaden tussen de stands vernoemd naar beroemde straten en pleinen. Het Vrijthof ligt hier op de kruising van de Champs-Élysées en Fifth Avenue.
- Bij te hoge temperaturen of slecht weer worden de Vrijthofconcerten van André Rieu verplaatst naar het MECC. Dit gebeurde voor het eerst in 2010.
- In 2019 vond d'n 11e vaan d'n 11e (de opening van het carnavalsseizoen) plaats in het MECC vanwege ruimtegebrek op het Vrijthof.[24] Het experiment vond weinig bijval, waardoor het evenement naar Roermond is verhuisd, waar het plaatsvindt op het stationsplein.[25]